# サザエさんの登場人物
サザエさんの登場人物（サザエさんのとうじょうじんぶつ）では、長谷川町子の漫画『サザエさん』およびそれを原作とするアニメ『サザエさん』に登場する人物について述べる。

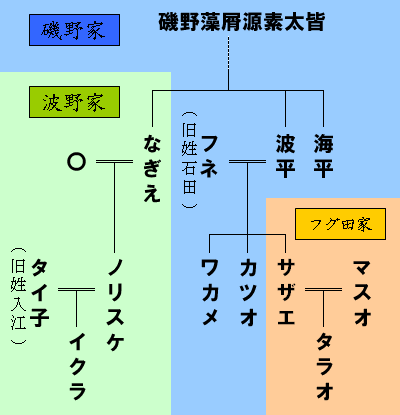
主要登場人物の家系図

東京都世田谷区、桜新町駅前に設置されているサザエさん一家（フグ田家）の銅像
（フグ田サザエ・フグ田タラオ・フグ田マスオ）

東京都世田谷区、桜新町駅前に設置されているサザエさん一家（磯野家）の銅像
（磯野波平・磯野カツオ・磯野ワカメ・磯野フネ）

## 磯野家・フグ田家
磯野家次男・波平家と、フグ田家次男・マスオ家の合同家庭（二世帯住宅）。同居人総数7人（娘2人息子1人、娘婿1人孫1人）に飼い猫1匹を加えた大家族。原作では当初博多に住んでいたが、波平の転勤に伴って東京に引っ越している。原作における住所（東京へ引越しかつフグ田家の同居後）は「新町3丁目515（別の話では「世田谷新町3の51番地」）」。
2025年現在、アニメ版のレギュラー出演者の中で、放送開始から声優が一貫して変更されていないキャラクターはフグ田サザエのみである。

### フグ田サザエ
（フグた サザエ）
声 - 加藤みどり（1969年10月5日 - ）、和久井優（2018年の日清食品コーポレートCM）、不詳（2024年のP&Gジャパン レノアオードリュクスCM、クレジットなし）
演 - 東屋トン子→市川寿美礼→高杉妙子→江利チエミ→星野知子→浅野温子→観月ありさ、柳町夏花（観月ありさ版幼少時代）→藤原紀香（舞台版）→天海祐希、川北れん（天海祐希版幼少時代）
本作品の主人公。波平とフネの第一子の長女でカツオ、ワカメの姉。マスオの妻でタラオの母でもあり、また海平・なぎえ・鯛造・トシオの姪。ノリスケの従姉。イクラの従伯母でサケオの義妹（弟の嫁）、ノリオの義叔母。
専業主婦で1男の母。旧姓は磯野。福岡県生まれ。原作での誕生日は1922年（大正11年）11月22日生まれの23歳（結婚前の時点で）、アニメ版では未年生まれの24歳。血液型はB型。
呼ばれ方
波平・フネ・マスオからは「サザエ」、カツオからは「姉さん」、ワカメからは「お姉ちゃん」、タラオからは「ママ」、カツオの友人らには「磯野君のお姉さん」、商店街の店主たちからは「若奥さん」、学生時代までの友人からは「サザエちゃん」、従兄弟・ノリスケをはじめとしたその他の人物からは「サザエさん」と呼ばれる。
小学生の頃は、「自習時間のアイドル」と呼ばれていた（後述「カツオの姉として」参照）。また、学生時代のあだ名は「欠け土瓶」。
ファッション
結婚前は、白のブラウスに黒のスカート、黒のベストという服装が多かった。これは、読者に主人公を印象付けて定着させるために、季節ごとに融通が利く服装で通した方が便利だと、長谷川が判断したことによる。
サザエの特徴の1つである「頭の三方（前頭部・左右の側頭部）にパーマをかけたような髪型」は、原作連載当時の流行に合わせたものである。髪を下ろしたこともあり肩まで掛かるほどのロングヘアである。ウィッグを使ったこともあった。また、髪を染めようとしたこともあるが、家族全員が反対し（波平は最初は何も言わなかったが、マスオの意見によって反対した）、さらには美容院でも「あなたの髪は黒のままが一番似合います」と言われたため、自身も絶対に染めないと決意した。
性格
快活でそそっかしく気性も激しい。お世辞に弱く、「若い」とか「美人」などと言われると途端に機嫌が良くなる。教育熱心な夫婦に対して「勉強できることが全てじゃない」と説くなど理知的な一面もある。性格は父親似。
やじ馬根性が強く、サイレンの音を聞くや否や、何かをしている途中でも躊躇いなくその場所に駆けていくほど。アニメ版でも明るく陽気だが、一方でおっちょこちょいな性格である。カツオにイタズラをされたりからかわれたりすると激怒し、家の外まで追いかけたりするため、町内でも有名な存在となっている。それが災いしてしばしば波平やフネに「何を騒々しくやっとる」「外まで聞こえてますよ」などと怒られ、外出禁止令を食らうこともある。
また、思い込みが強い面やヒステリックな一面もある。マスオがバイク通勤をしようとした際には、「バイク通勤は危険」と一方的に決めつけ、マスオと連絡が取れなくなると家族に当たり散らすなど、半ばヒステリーともいえるような振る舞いをしたりする。一方的な決めつけはカツオに対しても行うことが多く、悪戯と思しきことが発生すると、問答無用でカツオのせいと決めつける。カツオの申し開きは完全に無視するなど、思い込みの激しい様子はアニメにおいて多く描写される。
行動
車に撥ねられ救急車で搬送されても直後に飛び起き、救急車のそばを走った消防車を目で追ったり、歩行中に車に乗ったひったくりに遭遇しカバンを取られそうになるも、ひったくりが車から飛び出してしまうほどにカバンを手から離さずに守り切るといったことがあり、強靭な体力を誇る。
登場初期から食い意地が張っており、大型の食器を買ったり、病気で食事制限中に見舞いに来た友人（イカコ）の茶菓子を横取りするほど。しかし、食べ過ぎて太り、ズボンが入らなくなったりダイエットに苦労したりする話もある。
タラオの昼寝の添い寝をするとき、タラオが嫌がるほどの大いびきをかく。ただ、自分が昼寝をしている時カツオにイタズラされることもある。
寝相は悪く、隣で寝ていたカツオを蹴飛ばしたことがある。原作でマスオと野宿した際には目が覚めたら隣にいたサザエがいなくなって下の道路まで転がっており、バスのクラクションが聞こえないほど熟睡していた。
忘れ物をすることが多い。小学4年生の時は忘れ物の回数はトップだった。
たまに自らが迷子になることもあり、「磯野家の素顔」での自己紹介の時も、いつかのお花見でタラオを探していたら場内放送で呼び出されたことがあったと語られた時、タラオにも指摘された。
料理の献立決めなど、優柔不断である。
原作のサザエは初期において、波平とフネのことをそれぞれ「パパ」「ママ」と呼んでいた。
趣味・特技など
趣味…読書（特に推理小説が好き）、編み物、料理、ショッピング。
特技…モノマネ（特にゴリラのマネ）、カツオを追いかけること。
マスオと共に西部劇のファン。
ニワトリが卵を産むところのマネが、カツオの腕前を否定するほどうまい。
手先はかなり器用で家庭的なことなら何でもこなす。
- 裁縫が得意で、ワカメやサザエ自身の洋服も作る。洋裁の内職をしていたことや、洋裁に熱中していた時期がある。
- 料理も得意。マツタケを向こうが透けて見えるほど薄く切ることもできる。特に得意な料理は酢豚。その反面、献立決めについては先述の通り優柔不断であるが、卵を誤って大量に割ってしまった時は迷わず卵料理を連続して出す。
- また、歌が上手でママさんコーラスに所属したことがあり、洗濯物を干しながら歌の練習をした時は近所の注目を集めた。コーラス仲間と一緒にテレビに出たこともある。

宝物…マスオからもらったハンドバッグ。
苦手…数学は昔から不得手。
ネズミも苦手とする。
カエルが大の苦手で見ただけで絶叫する。
マスオとの見合い
マスオとの見合結婚。福岡天神の天神岩田屋地下食堂（原作のみ）で見合いをした際、混雑した食堂内で離れ離れに席に座ることになってしまった。しかし、その場に居合わせた客などが気を利かせてサザエたちの見合いに協力して席替えをしてくれた。親切心による計らいだったが、衆人環視の下決まりが悪くなりマスオ共々早々に結婚を決めたため、「公開見合スピード結婚」と友人に呼ばれる。
結婚〜磯野家同居へ
単行本1巻で父の転勤に伴い磯野家は、東京に引っ越す。その後、原作連載が一時中断され、再開時（2巻）にすでにマスオと結婚をすませ「フグ田サザエ」となり、さらにタラオも誕生後となった。同時に東京にある現在の実家（磯野家）近くに借家を借りて住んでいたが、しばらくして大家とのトラブルが発生し、実家に戻りフグ田家として同居する形となった。なお単行本未収録の『夕刊フクニチ』での連載中断回は「花嫁装束で家を出るサザエ」の姿で終わっていた。
アニメ版では「サザエの高砂や」（作品No.32）の回想シーンに結婚式が登場、お色直しのために前日から絶食したので、三三九度では酒が直ぐ回って寝てしまい、その後食事をガツガツ食べていた。その後ある温泉に新婚旅行に出かけるも、電車の臨時停車と知らずにイチャイチャして停車駅の客に笑われたり、ホテルの送迎車に「チップ」と言って1万円札を渡したり、吊り橋の上で高所とも知らずにイチャイチャしたり、旅行先の木に記念に名を彫るも15本も彫り間違いをする（これらの木はその後電柱にされて磯野家近所に建てられる）と失敗続き。
カツオの姉として
弟のカツオ同様お調子者なところもあり、小学生の頃、自習時間に催眠術やモノマネを披露したりしてクラスメイトを楽しませていた。このエピソードを「校長先生がかつてのサザエの担任教師から聞いた」とカツオが波平に話したところ、「姉弟揃って」とあきれられた。単純で騙されやすくもあり、カツオにからかわれたりイタズラを仕掛けられて「カツオ！ やったわねー！」などと怒って追いかけ回すこともよくある（伊佐坂難物がその声を聞くと安心して仕事ができるというほど）。カツオが自分のことを作文のネタにすると怒る。そのためカツオは、「文中に出てくる人物・地名はすべて、架空のものであります」と最後に書いている。
アニメではカツオと度々取っ組み合いのケンカをする一方、彼の成績の悪さを見兼ねて、勉強の相手をしたり、家庭で塾を開こうとしたこともある。
仕事・社会活動など
現在は専業主婦だが、高校卒業後にハロー社という出版社に記者として勤務した経験があり、さらに上司から婦人警官の取材を命じられて2、3日婦警の仕事を体験したこともある。結婚後も家政婦や探偵事務所の助手として働いていたことがある。女性解放を訴える講演や選挙演説など、政治への参加意識が強く、積極的に活動していた。これらの経験は、後のアニメのサザエの性格・行動、「情報通で、野次馬根性で色々と首を突っ込む」「カツオなどに疑いを持って物事を詮索する」などを形作っている。
1日だけデパートで働いたことがある。
また、2日間程度スーパーで働いたことがあるが、体力が必要などの身勝手な理由で辞めている。
その他エピソード
アニメ版では1970年5月3日放送（第31回/通算93話）の「ハッピーバースデイ」と1972年3月26日放送（第129回/通算389話）の「ぼくにまかせて」にサザエは登場しておらず、彼女が登場しないのはこの2話。
九州時代の親友はイカコ。
年末、年賀状を投函に行く途中で入っている鞄をひったくられ、犯人が切手の貼っていない葉書に切手を貼って代わりに投函するというオチが多い。
作者によって、電子計算機で作られた（コピーされた）サザエが描かれ、肉筆のサザエ達と対面したことがある。
アニメで長期にわたりサザエを演じる加藤みどりは、初代プロデューサーの松本美樹の演技指導により、サザエの台詞に鼻濁音を用いないことを明かしている。また、演じる際は松本の教えから「サザエは明るいがバカではない」「サザエは美人だが、それは目鼻立ちでなく心に持っているものが美しいということだ」「性格が悪くてはダメ。常に清潔で下品な行動や言葉遣いはしない」ということを意識しており、明るく素直な性格を大事にして演じているという。

### フグ田マスオ
（フグた マスオ）
声 - 近石真介（1969年10月5日 - 1978年6月4日）→増岡弘（1978年6月11日 - 2019年8月18日）→田中秀幸（2019年8月25日 - ）、島﨑信長（日清食品コーポレートCM）
演 - 小泉博→川崎敬三→小野寺昭→宅麻伸→筒井道隆（観月ありさ版）→葛山信吾（舞台版）→西島秀俊
サザエの夫でタラオの父。波平とフネの娘婿で、さらにカツオとワカメの義兄（姉婿）、ノリスケの義いとこ、海平・なぎえ・鯛造・トシオの姪婿、サケオの弟でノリオの叔父（またはフグ田家の次男もあたる）。
原作では、生まれ年は1917年（大正6年）。32歳（アニメでは28歳）。血液型はB型。方言は大阪弁、標準語。
呼ばれ方
波平とフネではマスオへの言葉遣いが異なっており、波平は「マスオくん」と呼んでやや余裕ある話し方、フネは「マスオさん」と呼び、敬語を使っている。他者からの呼ばれ方については、サザエが「マスオさん」あるいは「あなた」、ノリスケ・タイコが「マスオさん」、カツオが「マスオ兄さん」もしくは単に「兄さん」、ワカメが「マスオお兄さん」（担当声優が津村まことになる前はワカメも「マスオ兄さん」と言っていた）、タラオが「パパ」、ノリオが「マスオ叔父さん」、穴子や上司が「フグ田君」となっている。
人物
髪型はオールバックで、メガネをかけている。
大阪府大阪市住吉区出身。住吉大社にほど近い古い住宅街にあり、そばを阪堺電気軌道の路面電車が通っている。帰省のエピソードが一度だけある。普段の会話では大阪弁は使わないが、原作に時々出てくる母親は大阪弁を話す。父親は死去していて、原作では容姿が登場しないが、アニメ版ではマスオの幼少期に遊園地に行った回想シーンで登場している。
友人は、同僚兼親友兼悪友の穴子と義理の従兄弟兼名コンビの波野ノリスケである。2人とはそれぞれ、仕事帰りなどによく飲みに行く。
子供の頃、学校の美人の先生や近所に住んでいる品のよい女性に憧れていた。
アニメでは、以前は波平と同じく自宅で浴衣などの和服を着ることが多かったが、近年は洋服に統一されており、正月の時期などの例外を除き、普段着として和服を着ることは無くなっている。
アニメ版では、かつては食卓や自室で浴衣を着ているシーンが多かったが、セル画期が終焉する頃に完全に洋服に変わっている。
仕事など
二浪した後に私立大学を卒業して入社し、平社員から32歳の時に係長に昇進。
アニメ版における出身大学の設定は複数あり、自ら三流大学出身であると発言した放送回がある。この他のアニメ版のみの設定として、二浪した後に早稲田大学商学部に入学し、在学中は野球部に在籍（ただし、補欠。原作では「学生時代は豪速球のピッチャーとしてならした」と自慢している）。同大学卒業後に海山商事株式会社（東証一部上場の総合商社）に就職し営業課に配属され、現在は係長。隣席は穴子。まだ20代ということで若干空回りやうっかりミスを発生させるため、部長や上司に指導を受ける場面もときどき見られるが、真面目な性格ゆえに信頼度も高い。
波平も現役のサラリーマンであることから、アニメ版ではこの2人の会話シーンがよく描かれている。帰宅中に出くわすこともしばしばだが、そのまま二人で梯子酒をして、そろって妻（フネ、サザエ）に怒られることが多い。
サザエとの結婚と同居生活
原作では2巻でサザエと結婚。公開見合スピード結婚であり「サザエの全てに惚れ込んで」と理由を挙げていた（また、サザエに初めて会ったときは「なんて髪が綺麗な女性なんだ」と思ったようである）。結婚当初はサザエとタラオとのフグ田家3人で磯野家の近所にある借家に住んでいた。しかし、マスオが家の囲い（木製）をのこぎりで切って薪にしようとしたのを大家に見られ、直後に「家が売れたから出てくれ」と言われたサザエが大家に歯向かい怪我をさせた。最終的に磯野家と同居することになり、現在に至る。
マスオは婿養子ではなく、サザエ、タラオ共にフグ田姓を名乗っており、フグ田家として磯野家に同居している形である（二世代住宅）。また妻の家族と同居している男性を「マスオさん」と呼ぶが、語源はフグ田マスオからきている。バブル期には「マスオさん現象」という言葉まで生まれた（「知恵蔵2007年版」）。
性格
基本的にはいい兄貴分であるためカツオとワカメに慕われている。アニメ版の性格は、生真面目で不器用。気弱でかなりの心配性であり、いつも周囲に気を遣っており、優しくお人好しである。お人好しすぎて、損をすることが多い。また、人に頼まれたことはイヤと言えない性格ゆえ、サザエや子供達、あるいはノリスケなどからも物事を頼まれたり、相談、借金を持ち掛けられたりするケースも少なくない。非常にゴマすりな性格でもある。ただし、八百屋で言葉巧みにバナナを半値以下に値切ったというしたたかな面も持つ。原作ではサザエを怒鳴りつけたり波平にイタズラを仕組んでほくそえむなど、アニメ版にはない人間臭い一面も描かれている。
前述の通り嫁家族と同居していることもあり、アニメ版ではマスオが家族に怒ったり、強く意見を言ったりすることは滅多にない。また、アニメ放映開始当初のマスオは、主に敬語で話していた。その後も、波平やフネ、およびごく親しい人であっても目上の人間には基本的に敬語である。ただし、原作では磯野家に対して主張したり、カツオのいたずらに怒ったりする時もある。
隠し下手である。例えばサザエの本の中にへそくりを隠しても、サザエにみつかってしまうし、飲んでから帰ろうとする時に「怪車（カイシャ）」という名のバーあるいはスナックにて、その店名を利用し「今カイシャにいる」と家に電話をかけて会社で残業しているように振る舞うが、サザエに既に退社していることを見抜かれてしまう。
うまい言い訳を思いついても、すぐ妻にばれてしまう（穴子も同様）。
頭の中で思っていることや考えていることが顔に出る。
失言
前述のような周りに気を遣う優しい性格の割には、本人に悪気はないがとんだ失言を放つことも何度かある。波平が考えた句を「どう考えても入選するような句じゃない」と言ったり、サザエに絵のモデルを頼んだ時「野菜を描こうと思ったけど、野菜だと高くつくから」と言う、見ず知らずの女性が転倒したときに、転倒した時間を計る、83歳になる女性の年齢を「今日の不快指数と同じ」と答える、波平が写っている写真がピンボケしていることをサザエと波平が話している時、波平本人のことを言っていると思いサザエに「お義父さんはまだピンボケしていない」と言うなどそれぞれ怒らせたことがある。また、かつての友人である女性にワカメを「妹の子供です」と紹介したため、ワカメを混乱させてしまったことがある。
趣味・特技など
- ゴルフ（あまりうまくない）・麻雀・飲酒・絵を描くこと。
- バイオリン…本人いわく学生時代によくやったとのこと。本人はうまいと思っているが、実際はすこぶる下手（原作では、サザエはバイオリンを引く音と木をノコギリで切る音の区別が付けられていない。アニメではサザエから「ガラスを釘で引っ掻いたような音」と例えられている）。まれに家族全員を集めて演奏会を開くが、演奏し始めると家族はおろかタマまでも逃げ出す。なお、大人になった今の夢は「バイオリンの発表会」を開く事。
- パチンコ…原作・アニメ共に描かれている。
- 競馬…原作では、夢中になってサザエを怒らせたことがある。
- 饅頭の中身を食べずに当てること（粒餡かこし餡か白餡かなど）。
- 贈り物を振っただけで中身を当てることができる。そのため、オイルショックの頃に買い占めと売り惜しみが横行したことにより、倉庫の中身を当ててくれと頼まれたことがある。
- 体力に自信がある。
- 体が柔らかく、ホットケーキをひっくり返すと同時に「ヤーッ」っと叫んで宙返りするなど驚異的な身体能力を披露している。別の話では足の裏を使って耳を塞いでいる。
- 肩車をしながら走り回って子供を喜ばすことが得意である。
- サザエよりも裁縫がうまいという一面もある。マスオの縫った雑巾を見たフネが「サザエがいい人と結ばれた」と嬉しがるほどの腕前。これは、子供の時にイタズラをすると、母から罰としてよく雑巾を縫わされたため。
- 結婚後に波平の影響で相撲好きになった。
- 読書…これも物凄く大好きで、一度読み出すと周りが見えなくなり、声をかけられても碌に聞いておらず、空返事をして後で大慌てをする破目になる。また大量の本を読んでいる姿を見たサザエから「そんなに読んだら体の毒よ」と言われた。またテレビを見ている時などでも同様の仕草をすることがあり、これも後にとんでもない目に遭ったりする。食事をとりながら新聞を読むのに夢中になってサザエの話を聞かず、テーブルを移動させられることもある。
- 機械いじり…車のワイパーを見て「自動大根おろし機」を発明したり、家のテレビの修理までしていた（横に倒したまま映ってしまったのがオチ）。押し売りを撃退する仕掛けも発明したが、すぐに故障してしまった。
- ガーデニング…こちらは腕が良く、その出来栄えも良い。しかし、植えた植物の周りに置く石が無いからと、代わりにビール瓶を逆さにして並べようとするが、それをビールを大量に飲む口実とし、家族から呆れられることも。
- 原作や、かつてはアニメにおいても、タバコを吸っていた。
- サザエと共に西部劇のファン。
- 1番好きな食べ物はカレーライス。

苦手なもの（好きな割に下手なものを含む）
- ネズミを見て「キャッ！」と悲鳴をあげ、座布団をかぶって震えるシーンがある。
- 子供の頃、馬に蹴飛ばされたことがあるため、乗馬が嫌いである。
- 子供のときから帽子が嫌いと言っている。
- 年上の女性の相手をするのが苦手。

- 釣りは マスオ本人が「僕みたいな初心者」と言う程に苦手な模様。

- 手先は不器用らしく、裏口の木戸や棚を修理してもすぐに壊れてしまう。その為サザエがマスオ本人のいない時に、こっそり棟梁を呼んで再度修理した。柱に釘を打ちつけようとして金槌で手を打って、時計が下に落ちて足に当たり、手と足を怪我した。バイオリン同様日曜大工に関しても、自分が下手であるということを全く自覚していない。いわゆるカナヅチで全く泳げない。

乗り物関係
通勤手段はバスと電車で、会社から帰る時は電車に乗って駅から歩いて帰る。その際に波平と出会い共に飲んで帰ることも珍しくない。
2008年5月4日放送「マスオ風を切る」（作品No.6019）において、電車通勤の辛さを嘆いた上でバイク通勤をすると言い出したことがある。大型二輪免許を取得するつもりだったようで、まずは原付から始めて、三郎が手配した配達用のバイクを借りて乗った。しかしながら時間が経ってもマスオが帰って来なかったため家族、特にサザエは激昂するほど心配した。結果夜遅くに帰宅したマスオがサザエに「気持ち良かったんでつい会社近くまで行ってみたが道のりが案外遠く、これを毎日続けるのが億劫になった」と話しバイク通勤を断念するに至った。なおサザエは事故を起こすことを心配し、家族の中では唯一バイク通勤には猛反対していた。
アニメ版では一家の中で唯一普通自動車の運転免許を持っているが、磯野家の敷地内に車が入らず、家族旅行の際に時々レンタカーを借りるか、借りられないときは通勤時と同じく電車とバスを利用する。
その他エピソード
元々は長谷川が上京のために当時地方紙に連載していた本作を一旦終わらせた際にサザエの結婚相手として即興で描かれたキャラクターで、連載再開時に顔を忘れていた長谷川はバックナンバーを見に新聞社を訪れている。
モデルは、長谷川町子の義弟（妹の夫）。
サザエいわく、仲人から「マスオは開けっ放しの人」と言われたようである。
給料は低いと思われており、「ボーナスが出たらなにがほしい？」とカツオとワカメに聞いた際、カツオは「消しゴム」ワカメは「風船ガム」と答えている。それに対しマスオは「見くびるな、もっと出るぞ!!」と怒鳴っている。また、マスオはベンチで隣に座っていた男に「（給料は）手取り34,000円、楽じゃない」と話している。「磯野家の謎」によれば、掲載当時（1965年）でも「薄給」とされた（「磯野家の謎」39頁）。同時期の波平の給料は税込みで7万円と「高給取り」とされた。
小説執筆に挑戦したことがあるが、失敗続きで原稿用紙1枚分も書けなかった。
小学生の頃はそろばんを習っていたが、本人曰く「あまり上手くならなかった」とのこと。
基本的に一人称は「僕」だが、独り言を言う時には「俺」と言う事もある。
「サザエさん30年後」では頭髪がすっかり白髪になっている。

### 磯野カツオ
（いその カツオ）
声 - 大山のぶ代（1969年10月5日 - 1969年12月21日）→高橋和枝（1969年12月28日 - 1998年5月10日）→冨永みーな（1998年5月17日 - ）
演 - 長谷川一男→石井修→小畑やすし→白田肇→吉原誠利→佐野大輔→斎藤優一→大森嘉之→上村裕樹→田宮賢太朗→荒井健太郎→清水錬、（大人のカツオ） - トシ（タカアンドトシ）→荒牧慶彦（舞台版）→濱田岳
サザエの弟であり、ワカメの兄、タラオの叔父（続柄通り）、マスオの義弟で海平・なぎえ・鯛造・トシオの甥、ノリスケのいとこで、イクラのいとこ叔父（続柄通り）。波平とフネの第二子で、磯野家の長男。
原作での誕生年は、1938年（昭和13年）。11歳。血液型はB型。原作ではサザエと16歳違いだが、アニメでは13歳差である。アニメ版での誕生日は10月3日とされるが、3月11日ともされる。方言は標準語である。
呼ばれ方
波平・フネ・サザエは「カツオ」、マスオ・ノリスケ・難物・甚六・三郎らは「カツオ君」、ワカメは「お兄ちゃん」、タラオは「カツオお兄ちゃん」（カツオ兄ちゃんと呼ぶ事もある）、裏のおじいちゃん・裏のおばあちゃん・軽・タイコ・湯水金造らからは「カツオちゃん」、担任の先生・中島・橋本・西原などは「磯野」、花沢・カオリ・早川・星宮は「磯野君」、堀川は「お兄さん」と呼ぶ。
原作の初期のカツオ
初期は、「磯野カツヲ（いその カツヲ）」が正式な名前であったが、時代背景の変化などから現在の「カツオ」という表記に変更された。
連載開始当初は、「ワカメの面倒をよく見ているちょっと抜けているお兄さん」といった雰囲気を持っていた。
当初は非常に子供っぽいキャラクターであり、要領も決して良くはなかった。しかし後半になるにつれ、現在のアニメ版のようなズル賢く機転の利くわんぱく坊主となる。また、かなりおしゃべりになって、登場回数も格段に多くなる。この時には波平の老後の対処を冷静に計画するなど大人びた一面も持つようになる。
髪型
髪型は基本的に丸刈り。原作初期は短髪で、回によっては刈り上げ状態（後期のタラオに近い髪型）で描かれていたこともある。また、丸刈り頭が時々伸びてスミベタで描かれるときもあり、アニメでも散髪に行くエピソードなどでは、普段の頭より濃い色で描かれている。
性格
先述通りイタズラ好きでわんぱくだが、その反面非常に口達者で外面がいい一面や、家族思いの一面もある。さらに良かれと思ってしたことやちょっとした嘘が引き金で家庭内トラブルになることも多いものの正義感に厚い所もあり、ワカメやタラオをいじめるものは許さない。遊ぶことが大好きで学校の勉強は嫌いだが、頭の回転は非常に早く行動力や判断力も高い。特にいたずらを仕掛ける時や（後述「無類のいたずら好き」を参照）自分が得するために何かを企む時にこういった傾向が顕著である。アニメでも愛想がよく、面倒見がよい、妹のワカメや甥のタラオにとって「頼れるお兄ちゃん」である。しかし、時々デタラメなことをタラオに吹き込ませそれを真に受けてしまい、サザエに「タラちゃんにいい加減なことを教えて!!」と叱責されるのがオチである。
サザエ同様父親似。
サザエや波平の隠しごとは、たいていカツオによって見破られる（本人も「家族で秘密は良くないと思う」と言っている）。
世渡り上手であり、原作では葉書一枚をわらしべ長者のように交換していき、最終的にクリスマスツリーと交換、波平に「ワシより世渡りがうまい」と驚かせる。
サザエたちから頼まれた用事をきちんと済ませたことがほとんどないため、信用されることが少ない。
マスオ同様カツオも隠し下手。机の引き出しにオヤツを隠しているのをサザエに簡単に見つけられてしまう。
恋愛について
いわゆる面食いで、浮江のような美人に一目惚れしてしまう傾向にある。相手が同じ小学生の場合もあるが、年上だった場合は相手が既に結婚していたり、婚約者がいるというオチがほとんどである。また、同じクラスのカオリに片思いをしているものの一歩引いている面もあり決して外見だけで選んでいるわけではないようである。また、好きだった人が付き合っているのを目撃すると嫉妬する傾向にあり、浮江が男性と付き合っているのを目撃した際、自暴自棄となり瓶ジュースを10本以上一気飲みしたこともある。
対してカツオは、花沢からことあるごとに猛烈なアタックを受けているが、気が強く男勝りで、ところどころ自己中心的な性格ということもあり敬遠している。ただし、花沢の母親が出掛けて父娘だけの時は、たまに夕飯にお呼ばれすることもあるため、友人としては仲がよく仲間意識もある。大学受験に全て不合格だった際には花沢不動産に就職しようと考えていたことがある。また、25年後の磯野家では30代にして若ハゲ状態で花沢花子の押しに負けて結婚し、磯野家に同居しており、ワカメから「花子姉さん」と呼ばれている他、アルコール中毒の胃潰瘍寸前である事が語られ、花子に「酒控えろと医者に言われてるでしょ」と説教されている。
好きなこと・特技など
- 得意科目は体育。
- 運動神経がいい。学校で立たされている時に倒立をして、クラスの一同を驚かせたこともある。
- サザエにいつも追いかけられているため、足が速い。
- 趣味はスポーツ全般（特に野球、サッカーが好き）。お魚くわえたドラ猫追っかけるふりをして野球に出かけることもある。
- 食い意地が張っていて、普段のおやつはもちろん、お中元やお客さんが持ってきたおみやげ、近所からのおすそ分けなど人より多く食べたがる。
- 女装がうまい。カツオがセーラー服を着て女装しているとは知らず波平から「カツオはどうした？ 『お友達』が待っとられるのに」と言わせたり、化粧品のセールスマンに化粧をされたりしたことがある。さらに鼻を掴んで廃品回収屋や三河屋の三郎の真似をしている。廃品回収屋の真似をした時は、通り掛かった家の女住人が本物と間違えてラジオを持って出て来たほど似ている。

無類のいたずら好き
アニメ版では悪巧みしてサザエによくいたずらを仕掛け、そのせいで怒られて追いかけられたり耳をつねられることが多々ある。また、上記のように食い意地が張っているため、悪知恵を働かせてつまみ食いをすることもあるが、決まってサザエに見つかってしまう。その後、波平に「バカモン!」と怒鳴られるのが恒例となっている。話によってはカツオへのお仕置きとしてげんこつを落とされる、押し入れや物置に閉じ込められる、外出禁止や部屋から一歩も出るなと言われることもある。サザエが大声を上げながらカツオを追いかけたり、ケンカの元々の原因がサザエだったりすると「サザエもサザエだ!」とともに説教を受ける場合もある。何もしていない時もいつも疑われるため、一時「ヌレギヌ帳」というものを書いたことがある。
一部の回によって、波平からの罰は野球を禁止、1週間お風呂掃除、外出禁止、漫画を没収、テレビを見るの禁止などである。
しかし、原作では波平をほとんど丸め込んでいるため叱られることは少なく、その上波平のことを「扱いやすい」と思っている。連載後期には波平を脅迫して小遣いをせしめたり汚い言葉を使うようなキャラクターとなっていった。
遊び・交友関係
とにかく遊ぶのが大好き。アニメでは親友の中島と共に他の男の子たちと主に野球をするなど基本的に外で遊ぶことが多い。また、放課後では中島との2人での行動が目立つが、日々の学校生活では中島、花沢、カオリとその親友の早川を含めた5人で過ごしていることが多い。親戚（サザエの義甥）のノリオも大阪旅行に行った時に「自分よりも手強い」と言いつつも最終的には気が合った。
高校生と嘘をつき、見ず知らずの中年女性と文通していたこともあった。
部屋で一人マンガを読んで笑うなどの描写も多い。また、上記のとおり面倒見がいいので年下のタラオたちと子守りがてら一緒に遊ぶこともある。
カツオが「（サッカー以外の）子供の遊びは、主に『卒業』」と言う場面がある。イクラ、タラオ、ワカメにそう言っているのをフネに聞かれて転ぶシーンもある。
学校、勉強について
原作においては、学校での生活や友達関係が描かれることは少ない。アニメ版では「かもめ第三小学校」に通い（ワカメも同様）、5年3組に在籍している。担任の先生からは時々叱られ、廊下に立たされることもあるが愛されてもいる。
波平にランドセルでの登校を禁止された時は、風呂敷に教科書などを入れて登校していた。
成績は悪く、テストでは毎回のように低い点を取るため、両親やサザエから「勉強しなさい」と叱られる。「極力」を「局力」と書くなど漢字の間違いも多い。だが勉強を邪魔されて怒るなどまじめな一面もあり、努力の末にテストで高得点を取り、その際に派手な演出をすることもある。また、算数のテストで100点を取ったことがある。
夏休みの宿題は、休みの後半になってから波平とマスオに手伝わせることが多い。マスオが時期を見計らって出張して、宿題の手伝いから逃れたのを見て、それを真似た波平が出張と偽って逃れようとしたことがある。その時は、伊佐坂難物が小説を書くために缶詰になっていた都内のホテルの一室で過ごそうとした。しかし、カツオの方が一枚上手で、伊佐坂の担当のノリスケに自分の宿題を持って行ってもらい、結局手伝わされた。だが唯一カツオだけ（一部波平も手伝っている）で宿題を終わらせたことがある。また、一日で夏休みの宿題を片付けようとしてダウンしたこともあった。
本人によると、塾は嫌いではないが、勉強が嫌い。そのため通知表は国語算数理科社会は2で、副教科は3あるいは4、体育は5である。
その他エピソード
姉のサザエとは年齢差が16歳（アニメ版では13歳）もあることから、いわゆる謎本などではサザエとは異母姉弟である可能性が指摘されている。
サザエに催眠術を掛けることができる。
サザエと同じく寝相が悪い。
家族に内緒で中居正広主演ドラマの子役オーディションに応募したことがあり、1次審査の書類審査は通過したものの、テレビ局で行われた2次審査の面接の際に緊張のあまり辞退した。
絵が下手。
作者による20年後の予想図では妻と二人の子供がいる。また、「サザエさん30年後」では波平に似て頭頂部が禿げている。
2009年に放送された江崎グリコのCMで、カツオは川原で野球の練習に励んでいるが土手には花沢不動産の車が止まっている。
アニメ版のサブタイトルコールは、タイトルに「姉さん…」「ボクの…」「僕の…」が入る物は彼が担当している。また、彼とワカメの2人で担当する事もあれば、彼とワカメとタラオの3人で担当する事もある。中には「ハヤカワさん…」と入る物もカツオが担当している事もある。
赤ん坊の頃、よちよち歩きだった頃に 1番最初に呼んだ家族の名前がサザエだった。

### 磯野ワカメ
（いその ワカメ）
声 - 山本嘉子（1969年10月5日 - 1976年3月28日）→野村道子（1976年4月4日 - 2005年3月27日）→津村まこと（2005年4月3日 - ）
演 - 松島トモ子→猿若久美恵→上原ゆかり→網田麻澄→遠山真澄→森安加代子→鍋本凪々美→錦辺莉沙（観月ありさ版）→秋元真夏（元乃木坂46）・齊藤京子（日向坂46）→松岡茉優
サザエとカツオの妹で、タラオの叔母（続柄通り）、海平となぎえと鯛造とトシオの姪、マスオの義妹でノリスケとナナコのいとこ、イクラのいとこ叔母（続柄通り）。磯野家の次女（第三子）。
原作での誕生年は1942年（昭和17年）。原作では登場時が5歳の幼稚園児の設定で最終的に小学1年生で7歳になっている。アニメ版では、9歳でかもめ第三小学校3年2組。血液型はA型。
呼ばれ方
波平・フネ・サザエ・カツオは「ワカメ」、タラオは「ワカメお姉ちゃん」、マスオ・ノリスケ・タイコ・裏のおじいちゃん・裏のおばあちゃん・難物・軽・甚六・浮江・三郎・友達らからは「ワカメちゃん」、担当の先生からは「磯野」。
容姿
髪型は、サザエと同様にかなり変わっており、おかっぱをアレンジしたような感じである。耳の辺りの毛を前側（正面からみると左右から中央）にカールしていて、後ろ髪を耳の高さで切りそろえている（サザエに切ってもらっており、ふるいを頭にかぶせて切る長さを合わせたこともある）。一度髪形を変えたいと一言言ったら、家族に総すかんを食い、また自身も短い髪が似合うことに気づき、撤回したことがある。
服装はパンツが見えるほどのミニスカート姿である（同級生も同じようなものだが）。この件に関して、日本思春期学会で、女子学生のスカートの丈がしばしば指導の対象となる理由を考察するために、「ワカメちゃんのミニスカートは、なぜ指導されないのか」という演題が発表されたことがある。原作では、冬場はスカートの下に「股引」や長いスパッツを穿いている。
性格
原作とアニメ版では、性格が大きく異なっている。
原作のワカメ
天真爛漫で、非常に活溌である。わがままな上にすぐ怒り、良く超音波の様な大音量で大泣きするのが癖（特に欲しいものをねだってよく泣き、些細なことを気にする性格だった。医者（病院）や予防注射を怖がり、連れて行かれそうになると嫌がって泣いて騒いだり、逃げ隠れしてサザエたちを困らせる。ウソ泣きなども辞さないわがままな面も見せ、カツオと共にいたずらを働くことも多い）。初期の頃は人見知りの激しい一面も見せており、寿司職人を医者と勘違いし号泣した（アニメ版ではタラオや幼少期の回想に差し替えられている）。
アニメのワカメ
心優しく、真面目な性格。動物の気持ちを汲んで接したり、ベビーシッターをしたり、年下の面倒見も良い。
色々なものに影響を受けやすく、将来の夢もコロコロ変わっている。そのため時折家族が迷惑しており、特にカツオはワカメと年が近く部屋が一緒なこともあって迷惑がっているところもあるが、他の家族（特にフネとタラオ）は、さほど迷惑がっていない。
「竹を割ったような性格」を「タコを切ったような性格」と聞き間違えたり、くしゃみとしゃっくりを混同して脅かして止めようとしたりと、勘違いや聞き間違いをすることも多い。
アニメではサザエ・カツオと違って、波平に怒鳴られたことは滅多にない。原作でワカメが叱られている場面は、アニメ版では主にカツオ（一部はタラオ）に差し替えられている。
フネと浮江を理想の女性像としている。
担当声優が津村に変更されてからは、性格が初期の性格に近くなっており、カツオをバカにした言動や少し生意気な部分も多く見られつつある。
人物
アニメでの一人称は「私」（初期は「ワカメ」と言うこともあった）だが、原作初期の一人称は主に「あたい」だった。
原作では1番なりたいものとして「お嫁さん」を挙げているが、サザエに「女性の地位が下がる理由」だからと反対されている。
趣味は折り紙、おしゃれ、読書。また原作では、想像力が豊かで童話や即興の歌を作る才能があり、45巻では自作の童話を披露している。
好きな食べ物は、原作ではご飯のおこげと魚の目玉、お茶に醤油を入れたもの。アニメではハンバーグの焦げたところとラーメンのスープ、梅干し入りのお茶、パンの耳、団子。嫌いな物はニンジン 。
外国人が相手でも全然物怖じせず堂々としており、外国語がわからないものの身振りや手振りを使ってコミュニケーションをとることができる。
原作連載中において幼稚園への入園と小学校への入学を経験した。
体育が苦手。
「台場広八（だいばひろや）」という俳優が好き。
勉強について
原作では勉強はあまりできないが、純真なワカメの無知な言動によりその場を和ませることもある。
同じく原作では上に書いたように注射が苦手だがBCGの意味は分からず、結核の注射から逃げていた時、逃げている途中で出会った「BCGを受けに行く」と話した男性について行ったことがある。
アニメ版では姉サザエと兄カツオと違って「優等生」になっており、真面目に勉強していて学校の成績も良い。しかし、体育は苦手である。
その他エピソード
寝相は悪い。
同名の別の少女が登場している。
連載中盤までは、サザエに次いで登場回数の最も多いキャラクターであり、話の「オチ」を担うこともかなり多い。
作者による20年後の予想図では髪を金髪に染めネックレスをしているなどお洒落になっている。夫と一人の子供がいる。「サザエさん30年後」ではフネに似た口調でしゃべり、2人目の子供を連れている。
モデルは長谷川町子の姪で文筆家の長谷川たかこ。たかこ自身も著書のタイトルで「ワカメちゃん」を自称している。

### フグ田タラオ
（フグた タラオ）
声 - 貴家堂子（1969年10月5日 - 2023年2月26日）→愛河里花子（2023年3月5日 - ）
演 - 高山幸久→小林俊平→庄司龍成→中野遥斗（観月ありさ版）→大平峻也（舞台版）→成田凌
サザエとマスオの息子。波平とフネの孫息子（娘の息子）、カツオとワカメとサケオの甥、海平・なぎえ・鯛造・トシオの又甥、ノリスケのいとこ甥であり、タイ子の義いとこ甥、イクラのはとこ、ノリオのいとこである。
原作での誕生年は1947年（昭和22年）、もしくは1948年（昭和23年）10月頃。アニメでは3歳。
愛称など
愛称は「タラちゃん」。家族からの他、以前はタケオからも「タラちゃん」と呼ばれていたが、近年は「タラオ」と呼び捨てにされる。
アニメ版では中島の兄達から「オチビちゃん」と呼ばれたことがあるが、嫌がっていた。
アニメでの一人称は「僕」のほか「タラちゃん」と称する場合もあったが、1985年3月末 - 9月頃の登場人物の一時的な変化があった時期以降は「僕」に統一されている。なお、次回予告冒頭の挨拶の際などでは「タラちゃん」に概ね統一されている。初期のエンディングのクレジットでは「タラ」と表記されていた。
また、タラオにとってカツオとワカメは叔父・叔母にあたるが、お互い子供同士で年齢が近いこともあり、それぞれ「カツオお兄ちゃん」、「ワカメお姉ちゃん」と呼んでいる。原作初期において、カツオ、ワカメはタラオの前で自分たちのことをそれぞれ「おじちゃん」、「おばちゃん」と称していた。
人物
原作では2巻から登場したが、誕生時の様子は描かれていない。当初は家族などから「坊や」と呼ばれており、「赤ん坊コンクール」において2等賞をもらったことがある。サザエに背負われるなどして何度も登場しているが、セリフはほとんどない。初めて発した言葉は、幼児語を除いて「一つとこれだけ」。『磯野家の謎』では16巻の「おじいちゃんのカタキだ！」とされているが、上記の方が早い。初めて呼んだ家族の名前は「タマ」である。
原作やアニメ初期にはなかったが、「○○です」のように「で」にアクセントをつけて話す（「○○ですぅ」と伸ばすこともある）のが特徴。アニメでの字幕放送では、語尾の部分がカタカナで表記されることもある（「○○デス」「○○デスカ?」など。後に「です」「ですか?」などの表記）。
好きな食べ物はエビフライ。他にはコロッケ、鶏のから揚げがある。食事をする時はその時ごとのメニューの中で一番好きなおかずを最後に食べる。
性格
大人しく物分かりのよい「いい子」で、色々なことに興味を示すが、幼いためカツオのでたらめな教えでも正誤の判断ができずに真に受けてしまう。また、言い間違いや意味を勘違いしたまま言葉を覚えてしまうことも多く、そのことをカツオやリカ（後述参照）の失笑を買い、塞ぎ込んでしまうこともある。サザエが美容院に行ったのを病院に行ったのと間違え、マスオがタクシーを呼んでいろいろな病院を回ったことがある。運動会を「んどうかい」と呼ぶと勘違いしていたり、衣替えを「こもろがえ」と呼んでいたり、My name is タラオを「マヨネーズisタラオ」と勘違いしていたり、残暑見舞いを「残念見舞い」と間違える場面があった。アニメ開始当初は原作同様現在と比べればかなりやんちゃではあるものの影が薄く、その後出番が増えるとともに、いたずら小僧としての側面が出てくるようになり、家の壁にいたずら書きをしてサザエに怒られ、庭の物置小屋に閉じ込められたこともあった。その際、3歳児とは思えないセリフを発している。また、正月に波平が落ち込んだ時に一家が考えた波平を元気付ける作戦をいくつか台無しにしたりもしている。その後、アニメの話が進むにつれ、その家庭環境から自立した大人の男になりたいと子供心に考えるようになり、一人男湯に入ったり医者に注射を打つよう願うなど、格好良い一面もある。
年齢的に、まだ幼稚園には通っていない。幼いため、面倒を起こしても叱責されることは基本的にはないが、マスオの真似をして「要するに」などの大人びた言葉を得意げに使っていたところ、近所の子供（タラオよりは年上）に生意気だと拳骨を喰らい、泣いて家に帰ったことがある。
言動
デパートなどで迷子になる回数は多いが、いつもというわけではない。「磯野家の素顔」によるとお花見に行った時の場面では、タラオを捜していたサザエが逆に場内放送で呼び出されたことを回顧し、若干反論した。また、デパートに行った時もサザエがバーゲンセールの服の争奪戦に夢中になっており、待たされたタラオは自ら案内所に行き、店内放送でサザエを呼び出してもらっている。
「両親から勘当されたことがきっかけで成功を収めた人物」のテレビ番組を見て「勘当されたい」と言った時は、母のサザエから勘当の意味を教えられてやめるなど物事の意味を理解すると諦める。「くねくね階段（らせん階段）が欲しい」と言ったこともある。
字は書けず、日記を書こうとするタラオに、サザエが「タラちゃんは字が書けないでしょう」と指摘するシーンがある。
アニメでは独特の足音を立てて走る（波野イクラなども同様）。
三輪車エピソード
一人で赤い三輪車に乗りよく遊んでいる。「愛車です」と言ったこともあるほどお気に入りである。過去に三輪車が壊れた時もマスオから「新しいのを買ってあげる」と言われたが「今のがいいです」と断った。そのため、自転車屋で直し方を教わったマスオに完璧に修理してもらい乗り続けるほど愛着を持っている。
よくこの三輪車に乗って勝手に公園に行ってしまうことがあり、リュックにお菓子をたくさん詰めて三輪車で「日本一周に行く」と出掛けるも、迷って行き止まりの道に入って大泣きしてしまい、町内を出ることは出来なかった。
酒に酔った波平に自転車を買ってもらう約束をした際に、三輪車をイクラに譲ったことがある。しかしイクラはまだ三輪車をこげず、三輪車を走らせるのに付き合わされたノリスケが腰を痛めたため三輪車はタラオの元に返却された。タラオ自身も曲がり角で自転車と正面衝突しそうになったことで自転車を諦めた。
交友関係
主な友達は、イクラ、ガールフレンドのリカ、腕白なタケオ（たまにいじめることもある）である。特にはとこであるイクラとは、双方の家を往来してよく遊んでいる。タラオの方が二歳年上なので、イクラがいたずらをしようとする時は注意して止めようとする良きお兄さんでもある。イクラが母のタイコと磯野家に遊びに来た際は、必ず玄関で「イクラちゃん、いらっしゃいです」と言って出迎える。イクラとはおもちゃの取り合いなどで、また年上のリカとは意見が合わない場面もあるのかどちらか一方が余計なことを言うなどしてケンカになることがあるが、ほどなくして仲直りする。
動物関連のエピソード
タラオは人間以外にも友達がいて、タマが他人宅の庭に現れてそこにある池をたびたびのぞいていたため、その家の主人に池の金魚を狙っていると嫌疑をかけられた。その時に主人から「危険な猫は繋いでおいて欲しいものですな」と言われた際に、「金魚も繋いで飼うといいです」と反論した。タマは単に鏡の代わりとして池に映る自分の顔を見ていただけだったが、子供ながらタマのために家主に強い意思を持って意見しておりタマを大事に想っていることが分かるエピソードである。
伊佐坂家の飼い犬・ハチもタマ同様に友達であり、タラオが一人でハチを散歩したこともある。その他の犬に関しては、小型犬は平気だが大型犬は苦手であり、吠えられて怖がったことがある。ただし、近所の石橋さんの飼う大型犬・タロマルについては、波平のように目が優しいため、怖がっていない。大型犬とすぐに友達となったこともある。
泥棒との対面エピソード
たまに一人で留守番することがあり、磯野家に泥棒が侵入したことがある。
また、別の泥棒がピッキングで裏のおじいさん宅に侵入しようとした時にたまたまタラオが三輪車で通り掛かったことがある。タラオは、泥棒に何度も話しかけたり、（タラオは泥棒と認識していなかったが）様子を見ていた。そのため、ピッキングに成功したものの何も盗らずに逃走し、強盗被害から守ったこともある。人を疑うことを知らない面も見受けられる。
その他エピソード
原作の初登場前の予告では「タラちゃんという女の子」と紹介されており、初期設定では女の子であったが本編では男の子として登場している。
アニメで過去に東芝による一社提供していた頃は、提供クレジットでの提供読みのサザエと共に登場し応援（補佐）役も務めた。
お経を聞くと痺れ興奮する。
ワカメ曰く左利きであり、ご飯を食べる際には箸を左手で持っている。アニメの「あらあらかしこ」（脚本：雪室俊一・演出：山本功）の回で、タラちゃんが大阪のおばあちゃん宛の手紙をポストに入れに行くことになり、サザエが「お茶碗を持つ方の口にいれるのよ」（ポストの入れ口が2つあり、右が都内・左がそれ以外）と言ったが、出くわしたワカメから「おねえちゃん、なんだか知らないけど、タラちゃんは左ぎっちょよ」と言っている。
「サザエさんの10年後」では行儀の悪い少年に描かれており、サザエから聞かれたことに対し、「覚えてねえや」と返答している。「サザエさん30年後」ではマスオにそっくりに育っていた。
2009年に放送された江崎グリコのCMでは、たこ焼き屋になっていた。

### 磯野波平
（いその なみへい）
声 - 永井一郎（1969年10月5日 - 2014年2月9日）→茶風林（2014年2月16日 - ）
演 - 藤原釜足→森川信→小林亜星→いかりや長介→片岡鶴太郎→松平健（舞台版）→伊武雅刀
磯野家の大黒柱。福岡県出身。原作での誕生日は1895年（明治28年）9月14日、年齢は54歳（アニメ版も同年齢。ただし嘉門達夫の「NIPPONのサザエさん」では55歳）。おとめ座。干支は未。旧制中学卒。サザエとカツオとワカメの父であり、タラオの祖父、マスオの義父（舅）、海平の弟、なぎえの兄、鯛造の義弟（妹婿）、トシオの義兄（姉婿）であり、ノリスケの伯父、イクラの大伯父。妻であるフネとは結婚して28年になる。方言は九州弁。一人称はわし（少年期および若い頃の一人称は僕）。
呼ばれ方
フネは「お父さん」まれに「あなた」、カツオは「お父さん」まれに「父さん」、ワカメは「お父さん」、マスオは「お義父さん」、サザエは「父さん」、タラオは「お祖父ちゃん」、ノリスケは「伯父さん」、タイ子は「伯父様」、双子の兄の海平は「波平」、妹のなぎえは「波平兄さん」、三郎は「大旦那さん」、同僚その他人物は「磯野さん」、甚六は「おじさん」、浮江は「おじ様」。
容姿
メガネをかけている。帰宅後や休日は和服を着ていることが多い。トレードマークは側頭部と後ろの髪の毛を残したハゲ頭の頭頂部に一本だけある髪の毛。洗髪後に一本の髪の毛を「もったいない」と言いながら丁寧にドライヤーで乾かす（カツオが「無駄だ」と言おうとするのをサザエに止められた）。原作初期は頭頂部の髪が書かれていない回もあった。マスオに床屋に行った波平を呼び戻すようにカツオに言ったとき、「お父さんなら時間かかるわけないだろう」と言われたが注文は多い。薄毛を気にしており、育毛剤を愛用している。また、かつらを購入して髭を剃り、若返った波平が登場したことがあったが、家族からは不評だった。髪の毛がフサフサだった若い頃の写真を見たワカメが見た目が違う為「今のお父さんは違う人なんだ」と泣いた所、「ワシはそんなに変わっとらんぞ」と怒る。

性格
原作の波平
「TTK（都下禿頭会=とかとくとうかい）」理事、「高血圧友の会」、「失われつつある礼儀を守る会」、「ノンビリいこう会」所属。中学校で習った英語の歌を披露するなど、明治生まれの男性としてはそれなりに高学歴である。
抜けた性格で茶目っ気もあり、家族を叱責する描写もあまり多くない。度々一緒に外出するなど、カツオ、ワカメ、タラオを非常にかわいがっており、表情も豊か。一方、喧嘩の際には謝ることがほとんどない頑固な一面もあり、威厳を示そうともカツオに手玉にとられることも多い。登場回数も必ずしも多くないが、登場時は話の「オチ」を担当することが多い。

アニメ版の波平
誕生日が1月10日や2月だったりと変動する。
年寄り扱いされることを嫌い、バスで相手が席を譲られた際には「ワシを年寄り扱いしよって、まだそんな年じゃない！」などと機嫌を損ねる頑固者で、やや短気。
相手の為を思って叱るべき時はしっかりと叱る家長であり、イタズラをしたり、お調子者のサザエ、カツオ、ノリスケに対し「バカモン!」、「けしからん」「いい加減にせんか」「調子に乗るんじゃない」とがよく怒鳴る。2013年11月24日時点で「ばかもの」と叱った回数は370回。
サザエの地声が大きい事を機に、自分達の声が「近所迷惑になっているかも？」と勘違いして不安になった時には、いつものように大声で怒鳴るのを我慢して「バカもん…」と小声で可愛く言った事もある 。
プライドが高く、威厳のある昭和の頑固親父としてマスオから尊敬されているが、ワカメや孫のタラオには何かあっても笑って許すか、優しく「これからは気をつけるんだよ」などと甘く、カツオに甘い時にはフネが「ちゃんと叱ってください」と苦言を呈すことが多い。カツオの失言などにムキになることが多いが、すぐ怒ったことを忘れる単純な性格で、小心者な面もあり、自分の欠点をあまり他人に見せたがらない。
いつも磯野家に訪れる甥のノリスケが相談役になっているためか、買い物が下手。
全自動卵割機などを認める一方で、新しい物や最新式マンションへの体験入居を「コンクリートの箱に住めるか！」と拒否したり、夕食にピザを出すと「わしはイタリア人じゃない!」と怒ったり、庭で食事したサザエたちに「ここは外国じゃない!」と怒るなど、外国の物・習慣には頑なまでに否定的。
また朝食に出されたフランスパンも「日本人の朝食は昔からご飯と味噌汁に決まっとる」と一蹴したが、ノリスケ宅で出されたガーリックトーストで認めるようになった（カツオ曰く、「やっと時代に追いついた」）。
高級酒があるとカツオに騙されて物置に閉じ込められるなど、酒豪で酒癖が悪い波平に関するエピソードが多数ある。酔っ払ってしまうと他人の家でも全部自分の家だと勘違いしてしまうほどで、警察官の付き添いで帰宅してきたこともあった。自宅を警察署だと勘違いをして職務質問をしたことがある。

仕事に関して
「若い者はいろいろお金がかかる」と、お中元やお歳暮を自分には送らないように指示しており、部下から慕われている。
アニメ版では山川商事株式会社（東証一部上場の総合商社）の事務職サラリーマン。放送初期にはカツオに平社員と言われている描写があるが、役職は設定されていない。通勤手段はマスオと同じく、バスであさひが丘駅まで行って電車を利用して出社、帰宅時はあさひが丘駅から歩いて帰る。

趣味など
- タバコが好きで、庭にワカメがタバコの種を蒔こうとするほど。
- 盆栽 - 幼馴染（まー坊、本名は忘れている。もっとも相手も海平と波平の区別がつかず、両方とも「波ちゃん」と呼ぶ。2014年に久々に登場）の家に立派な盆栽が置かれていたことによる。
- 釣り - 大好きだが自覚があるくらいに下手。たまに大物を釣った時は恐怖心を覚える。運良くアジを8匹も実力で釣ってきた事もある。自ら「禁釣り宣言」した事があるが、長続きしなかった。
- 清元 - サザエに「お経を上げている」と勘違いされた。
- 囲碁、書画、骨董、俳句など。マスオとは反対に泳ぎが得意で人命救助を何度もしている（1回は新聞にも載った）。女優の三枝三枝子（さえぐさ みえこ）のファンで、若い頃のブロマイドを所持している。

苦手なこと
原作での嫌いなものは税務署。
子供の頃から算数および数学が苦手。極度の方向音痴（本人は認めていない）で、警察官に道を聞いても元の場所に戻ってしまうほどだった。
かなり不器用で、町内やカツオ・ワカメの小学校の運動会でスプーン競技に出た際も一歩歩く毎にスプーンに乗っているボールを落としており、関係者から「あんなに不器用な人は見たことがない」と言われている。
人前で話すのが苦手と言っている。
- 料理 - 目玉焼きを作ったときはカツオから「個性的」と評されるなどよく失敗するようで、本人曰く「三度に一度うまくできれば上々」。一度焼きめしを作ったことがあるが、うまくできるのに3年以上かかったという。

物作りも下手。カツオが出した例として、物を乗せると落ちる棚、座ると壊れる椅子がある。
金魚すくいは下手。
趣味では長続きすることがある一方、日記は3日で書くのをやめてしまう（俗に言う三日坊主）。先祖の磯野藻屑源素太皆の日記を見付けた時に3日しか書かれていなかったのを見たノリスケに「血は争えませんね」と言われて言い返せなかったエピソードがある。
苦手な食べ物はメンマ。子どものころ、ラーメンに入っていたメンマを食べて腹痛を起こしたことが理由。
言動
フネとは些細なことでケンカをすることもあるが、恥ずかしがりながらも「家族のために尽くしてくれている」と感謝の意を述べるなど大切に想っている。
体力には自信があるようだが、自分の健康管理は全くと言っていいほどしていない。また、サザエやカツオが波平の健康を気遣うような言動をすると怒鳴り散らす。しかし、そのせいで体力年齢が70歳であることが判明した。
自分の幼い頃の話をする際、双子の兄の海平を持ち出してくる時は、「それって本当はお父さんのことじゃないの?」とカツオに指摘され、思わず慌てることがある。
時折料理を作ろうとすることもある。しかしながらいい結果は残せていない。例として、調味料を取ってくるようサザエやフネに指示したり怪我をして時間がかかるために、料理を作ることを辞めてもらうようフネから言われたり、「昔、自炊の経験がある」と自信満々で取りかかるが、料理に使おうと取り出した酒を飲んで酔っ払ってしまったエピソードがある。
磯野家の風呂が木製の浴槽だった頃、入浴中に下から水漏れし、壊れたことがある。回顧した際に、カツオに「普段は物を大切にしろとか言うのに」と言われるも「いつ壊れてもおかしくなかったんだ」と反論する。
本人でもよく怒ることは自覚しており、「好きで叱っているわけじゃない」「叱る側の身にもなりなさい」と諭したことがある。
物忘れをすることがあり、3件の約束事を同じ日にして当日に忘れていたり、蛇口が故障しているのを忘れてカツオに注意したり、靴磨きをしていることを忘れて靴磨き用に持っていたクシで髪をとかし始めたり、妻であるフネの名前を思い出せずカツオに聞いたこともある。しかし、フネの名前については照れくさくて言わない時もある。
その他エピソード
連載初期は名前がなくドラマ版制作の際に「波平」と名付けられた。原作で名前が出たのは1965年12月16日掲載話が最初。江利チエミ版映画「サザエさん」シリーズでは家の表札が「磯野松太郎」となっている。
近眼である。メガネの映りが悪くなったときに花見をした際、綿菓子を持っていた男性を見かけ「桜の枝を折った」と勘違いしたり、朝日文庫版43巻59ページ収録話では裸眼の状態でイノシシを車と見間違えている。
陸軍に入隊した経験がある。
毎晩必ず茶の間で歯を磨く癖がある。
吉田茂から間違い電話が来たことがある。
アニメの第一話では、カツオがテストで75点を取ったのだが、家族うちで唯一感心しなかった。
小学校のときの通信簿には、1や2がなかった。
「サザエさん30年後」では、すっかり老け込んだ小柄な老人に描かれている。
「何かと便利で身分証明証にもなるから」と原付免許を取ろうとし問題集を購入したが、家族に猛反対を受ける。家族内では主張を通したが、ヘルメットを試着した際髪が蒸れることを知りバイクは諦めた。
子供のとき、夏休みに学校で野外映画会が行われたとき（海平と2人で来ていた）、同級生の大悟（だいご）というがき大将がいて（2人はいつもいじめられていた）、「母もの」という悲しい映画が上映されたのだが、大悟は泣いてしまった。後でそのことを秘密にした後、親切になったという。そのあと波平は、あさひが丘商店街主催で日曜日に開催された「星空の下の映画会」（そのとき上映されたのは「 幸せの汽笛」）で野外映画評論家に就任された。そのことに最初は困惑していた（波平自身、野外映画会は40年ぶりだという）が、やることにした。そのときの発言が再び大悟（波平に招待された）を泣かせた。
中学生の頃は柔道を かじった程度にした事がある。
フネに送る手紙に貼る切手は記念切手だったらしい。
辛党だが、おはぎだけは別。
株をしていたらしい（あるときに売って土地を買っていれば億万長者になれたようで、波平がそれを後悔している）。
パイロットになることを夢見ていた。
客船の船長になる事を夢見ていたと言う事もある。
アニメ版の声優は当時、実際にハゲている声優をキャスティングする予定だったが適任者が見つからなかったため、最終的に「毛が豊か」な永井一郎となった。永井はその後、急逝まで約45年という長きにわたり波平を演じることとなった。

### 磯野フネ
（いその フネ、磯野舟、舟子とも表記）
声 - 麻生美代子（1969年10月5日 - 2015年9月27日） → 寺内よりえ（2015年10月4日 - ）、谷育子（2009年6月14日〈代役〉）、幼少期：榊原奈緒子（2008年11月16日〈40周年SP〉）
演 - 清川虹子→乙羽信子→吉行和子→竹下景子→高橋恵子（舞台版）→市毛良枝
波平の妻で、サザエとカツオとワカメの母。タラオの祖母、マスオの義母（姑）、海平とおこぜの義妹、鯛造の妹でトシオの姉、ノリスケの義伯母、イクラの義大伯母でもある。
アニメでの年齢は「50ン歳」と設定されているが、52歳とするメディアもある。原作では不明（誕生年を1901年（明治34年）、年齢を48歳と考察している本もあるが公式ではない）。
呼ばれ方
カツオは「お母さん」まれに「母さん」、ワカメは「お母さん」、マスオは呼び方は同じでも「お義母さん」、波平、サザエは「母さん」、タラオは「お祖母ちゃん」、ノリスケは「伯母さん」、タイ子は「伯母様」、軽からは「おフネちゃん」、甚六は「おばさん」、浮江は「おば様」。
人物
旧姓は石田。静岡県出身で、原作では沼津市に実家がある。エンディングでは「舟」と表記されている。
趣味は芝居見物。
いわゆる下戸で、酒類は全く飲めず、軽達との忘年会の際は、乾杯の際の小さなコップ1杯の酒だけで泥酔してしまった。
ファッション
常に和服に割烹着姿で、洋服になるのは夏場と遠出する時ぐらい。そのため、日常生活の中で洋服を着ていても波平に気付かれないエピソードがあった。また、ミニスカート姿を波平が見て、卒倒したことがある。
髪は後ろで一つに結っており、和装でも洋装でも髪型は基本的に同じである。一度髪を下ろしたことがあり、サザエと同じく肩までかかるほど長かった。
普段は裸眼で生活しているが、メガネを掛けないと物が見づらいことがある。一度波平のスーツから和装の写真が出てきたことがあり、それを見て浮気したと号泣して波平に「実家に帰らせて頂きます」と言い出した。しかし波平から眼鏡を掛けるように言われてもう一度写真を見たところ、写っていたのは社員旅行の余興で芸者に扮した波平だった。見えづらいことから来た勘違いだったことが分かり、事無きを得たというエピソードである。メガネが必要なとき、手近にあるものをかける癖がある。
性格
原作での性格は厳しく、激しい気性の持ち主である。家族を叱る回数も波平より多く、来客の前で粗相をしたワカメの頬を顔が変形するほどつねるなどややヒステリックな面もある。カツオの友人が磯野家に泊まりに来て、その世話に追われているところに波平が「元気ないぞ」とフネに言ったが、庭の植木のことだったため、フネは縁側で波平に蹴りを入れた話もある。「我が家はスパルタ教育でいきます」と発言したこともある。また、カツオの不良の友人にむっとしながら（カツオが来たと勘違いして）「さっさと帰しなさい」と言ったこともある。それでも子供の事は大事に思っており、自分が嬉しい事として「カツオとワカメが病気にならないこと、いい子になること、幸せになること」をあげている。
アニメ版では厳格ながらも穏やかで努力家で優しく愛情に満ちた性格。家族全員に頼りにされている。波平とは対照的に、怒りを表に出すことは全くなく、ほとんど怒らない。叱る時は怒鳴るのではなく、諭すようにして叱るため、かえって重みがある。家族で一番の常識人で、落ち着いた物腰で生活しているが、たまに突飛な行動を取ることもある。また、女性に生まれてよかったと思っている（本人いわく「良妻賢母で愛嬌が良くて、家計の切り盛りが上手で料理が上手で、こんないいお母さんを男にしたらもったいないよ」とのこと。学校に提出するとカツオが言うと、あわてて追いかけた）。
夫婦生活
基本的には夫を立てているが、原作では波平の陰口を言ったり、ケンカ中は波平にちょっとした嫌がらせをするなどアニメではあまり見られない陰湿な一面もある。
アニメ版では、波平からは一貫して「母さん」と呼ばれているが、「（母さんではなく）フネと呼んでください」と釘を刺したこともある。原作では、波平に「失敬なばあさん」と呼ばれたこともあるが、その一方でフネは波平を「ダーリン」と呼んだこともある。波平が全く口を聞かない場合は「パパ」と呼ぶが、その際は波平が「パパはやめろ」と返す。
普段は波平が家族を怒る役目だが、その波平にもはっきりと言うなど波平も頭が上がらないときがある。
アニメ版では波平と珊瑚婚式（結婚35周年）を迎えている。
友人・おカルについて
隣人の伊佐坂軽（「おカルさん」と呼んでいる）は女学校時代（同じクラスだった）からの友人。それゆえ、隣に越してきたおカルが磯野家に挨拶に来た時は、何年も会っていなかったにもかかわらずお互いにすぐに気付き、思わぬ友人との再会に感激していた。以後、塀越しの日常的な世間話はもちろんのこと、一緒に芝居見物に行ったりしている。町内ウォーキング大会でも一緒にゴールしており、非常に仲がいい。
その他エピソード
アズキが好き。
アニメ版では英会話を勉強している。原作でも挑戦しようとしているが、英会話の番組を見ている途中で熟睡したり、英会話の先生を招くもののその人と雑談を始めたりしている。
波平に送る手紙に貼る切手は花の切手だったらしい。
大人になった現在の夢は「南極」に行く事。
原作のフネは気性の荒い人物として描かれている（実写映画版では気性の荒さが描かれている）。
家族の中では最も目立たないキャラクターながら、単独で2002年10月10日から日本郵船のCMキャラクターを務めたことがある。
作者による20年後の予想図では眼鏡をかけており、いじわるばあさんにそっくりである。また、「サザエさん30年後」では波平同様、小柄な老人として描かれている。

### タマ
磯野家のオスの白い飼い猫。少し大きめの鈴がついた赤いリボンを首に巻いている。鈴が鳴ることはあまりない。家族からかわいがられ、話の中心になることもある。
声 - 不明
演 - 酒井敏也（舞台版）
性格
非常に利口ではあるが、性格は臆病でネズミが苦手。いたずらをしたサザエやカツオに波平が大きな声で怒鳴っているのを聞くと、驚いて飛び上がることがよくある。
伊佐坂の犬ハチとは、種族の違いを超えて仲がよい。
言動
子猫の頃に捨てられていたところをワカメに拾われ、「玉のように丸々太ってほしい」という願望で名づけられた。それを見かねた波平に「そんな薄汚い野良猫など飼っちゃいかん」と注意されるも、ワカメが熱を出してまで面倒を見たことで飼うことが許されている。
言葉をしゃべらず「ミャー」と鳴くだけだが、相手の話す言葉はある程度は理解できる。難しい言葉になると「?」のふきだしでタマが理解できていないことが表現される。また、家族の中で特に仲がいいタラオのことを考えることもある。初期では人語をしゃべったことや、ふきだしで感情を表現したこともあった。
芸は何もできないが、昔はできていたらしい。芸かは微妙だが、家出から帰る時に玄関から入る時は、自分でドアを開けられる。芸が出来なかったり、猫なのにネズミが苦手な部分で自信喪失などの理由で家出することもしばしば。
磯野家の座卓近くにいて家族が話しているのを見ていたり、同じ場所か縁側で寝ていることが多い。
電話中のサザエを引っかいて悲鳴をあげられ、パトカーが来たことがある。
キャストについて
日曜日の本放送において、エンディングの主要キャストのクレジットはサザエら磯野家、フグ田家の家族7人のみ表示されタマはクレジットされることはないが、かつて放送されていた『まんが名作劇場 サザエさん』のエンディングではサザエら7人に加えタマも表示されていた。しかし声優については「？」とされ明かされていない。サザエさん公式サイトでも出演者欄にタマも明記されているが、こちらでも声優については「？」とされている。
これについて朝日新聞の「はてなTV」に質問が送られ、朝日新聞が番組担当者に聞いたところ、「サザエさんの世界観を守るため教えることは出来ない」と回答している。
その他エピソード
グリコのCMでのその後の設定には、磯野家で飼う猫は「タマ」の名を受け継いでいる。
原作の磯野家でも様々な猫を飼っているシーンがある。原作でも「タマ」という猫は登場する、それ以外に「ミー公」と呼ばれる猫が存在している。
この「ミー公」という名前の存在は、朝日新聞朝刊に「読者と新聞」という読者の質問欄があり、そこに読者から「サザエさん一家の家族構成を教えて欲しい」という質問が来たことで明らかになっている。これに対して原作者の長谷川町子から詳しく回答されており、本人直筆による“各登場人物の似顔絵と名前が描かれたイラスト”が掲載された。そのイラストにはサザエさん一家（いその家、フグ田家）やノリスケ一家のイラストと共にネコも描かれており、そのネコには「ミー公」と名前が明記されている。
ガールフレンドはピンクのペルシャ猫（名前や飼い主は不明）で首にリボンを結んでいる。
ワカメが拾ってきたというエピソードがある（昭和47年4月9日放送、作品No396「タマよ泣くな」、No4024「タマのためいき」）。
スペシャルドラマの磯野家の人々では20年後のストーリーとなっているが、タマも登場している。

## 親戚関係

### 磯野家本家

#### 磯野藻屑源素太皆
（いその もくず みなもとの すたみな）
声 - 永井一郎（1970年2月1日 - 2013年4月7日）→茶風林（2014年3月23日 - ）
磯野家の先祖。享年は不明。原作での波平の話によれば「ご一新の頃」の人物。
人物
登場する時は裃（かみしも）に長袴姿で、顔や背格好は海平、波平と瓜二つ。ただし、ちょんまげがある分だけ2人より髪の毛は多い。
彼岸に殿様の御前でおはぎを38個も平らげ、殿様からお褒めに与った逸話を持つ武士だった。
透明な姿で子孫である波平や家族を見守っていて、主にお盆や彼岸の時期に波平の夢に登場する（カツオが大福をお供えした時に夢に登場したこともある）。登場する時は大抵、子孫であるサザエやカツオのそそっかしさなどを嘆く発言をしている。原作では「年々供え物がせこくなっている」と波平に嘆き、「物価が上がっているから」と答えた波平に「庭に小判を入れた甕を埋めておいた」と告げる話がある（話は波平が庭を掘っている所で終わっており、真偽は不明）。
甘党。
1971年6月20日放映の「坊さんがやって来た」には、彼の妻が登場した。妻の顔立ちはフネにそっくりだった。

#### 磯野海平
（いその うみへい）
声 - 永井一郎（1970年4月5日 - 2014年4月28日）→茶風林（2014年5月18日 - ）
演 - 片岡鶴太郎
波平の双子の兄であり、フネの義兄（小舅）であり、サザエ、カツオ、ワカメ、ノリスケの伯父であり、タラオ、イクラの大伯父である。初登場は、1970年4月5日放送作品No.81「兄さんがやってきた」。
人物
福岡に住んでいる（磯野家の本家とみられる）。原作漫画にも登場するが、「海平」という名前は出てこない。
性格は温和で涙もろく（一時期のスペシャルでは波平そっくりの頑固者と設定されていたこともあった）、また波平と同じく囲碁が趣味。
原作では眼鏡をかけていない点が波平と違うが、アニメでは海平も眼鏡をかけており（ただし、作品No.2616「父さんが二人」や作品No.3903「ようこそ海平兄さん」など、眼鏡をかけていない設定の話もある）、波平との外見の差異は頭頂部の毛の数が1本多い程度である。周りの髪型や声も波平そっくりで、海平が帽子をかぶると全く区別がつかない。そのため海平が東京に来たときには、サザエ、カツオ、ワカメ、花沢さんや裏のおじいさんはもちろん、妻であるフネでさえ波平と間違えたことがある。
少年時代はさらに区別がつかず、幼馴染からは2人まとめて「波ちゃん」と呼ばれていた。
種子島に民宿を経営している友人がいる。
落ち着きに欠け忘れ物も多く、教師にあだ名をつけたりしていたらしい。
生まれつきの方向音痴。
団体行動が苦手で、遅刻の常習犯だった。
言動
幼い頃、波平と「お正月はいつまでか」をめぐって喧嘩したことがある。海平は鏡開きの1月11日まで、波平は門松を仕舞う1月7日までが正月と主張した。
波平が家族に「海平兄さん」の少年時代の話や失敗談などを語る際、それは大抵波平自身の話であることをカツオには見透かされている。
50を過ぎて運転免許を取得し、波平一家に自慢して買ったばかりの車にみんなを乗せて運転した。しかし、運転は初心者ゆえ慎重になりすぎて自転車に追い越されるほど遅く、その反面で赤信号を見落としそうになる危なっかしさもあった。そのため、運転させないようにするために途中で酒を飲ませることで、運転をマスオに交代させた。妻と喧嘩して東京の波平宅へ車で来たが、本人は「高速道路を走り通した」と言った。しかし、車中にフェリーの乗船券が見つかったため、フェリーで移動したことが発覚した。花沢父の案内で町内に駐車場を借りたが、「バックが苦手」なため駐車は花沢父が代わった。その後、駐車場に止めてあった海平の車がなくなり、彼の妻の差し金で海平の部下が移動させたことが分かった。海平は福岡に戻った。
サザエさん、カツオくん、ワカメちゃんと甥や姪たちを呼んでいることもあったが現在は呼び捨てに統一されている。また逆に海平を呼ぶ時、波平は「海平」もしくは「海平兄さん」、フネは「お義兄さん」、サザエ・カツオ・ワカメは「海平おじさん」(アニメでの字幕表記は「海平伯父さん」)と呼ぶ。
その他
原作には名前がなく、アニメ化にあたり「海平」と名付けられた。サザエさんで町おこしをしている福岡市の商店街では市内在住という設定の海平の着ぐるみがレギュラー登場人物ではないにもかかわらず制作されており、イベントなどで市民に親しまれている。

#### 磯野海平の妻
声 - 不明
波平の義姉であり、サザエ、カツオ、ワカメ、ノリスケの伯母である。
原作には登場せず、アニメには2度登場している。1度目は1989年の「カツオ磯野家のルーツを探る」で、カツオからの電話を海平に取り次ぐ場面で登場し、その後、放送作品No.4202「春休み九州旅行 福岡・佐賀の巻」で、サザエ達の旅行に同行している。これら2回の登場において、海平の妻の顔のデザインは異なっていた。なお、海平が東京の波平のもとを訪れる時はいつも一人で、2011年正月の波平一家の九州旅行の際、海平の妻は「用事がある」との理由で同行しておらず、2014年の種子島旅行や2024年春に波平一家が太宰府跡を訪れた際も海平は同行したが、彼の妻は参加していない（理由は不明）。カツオなどが海平宅へ電話をかけるシーンにおいても、電話に出るのはほぼ海平であるため、登場回数は前述の2話のみとなっている。

#### 磯野カヨ
（いその カヨ）
声 - 不明
1977年4月24日放送「お客にきた女の子」に登場した海平の娘。福岡から東京に修学旅行でやってきて、ついでに磯野家を訪問した。フネが「おや、もう三年生になったのかい。」と言っているが、中学三年生と高校三年生のどちらであるのかは不明。サザエに似たり寄ったりのおっちょこちょい。
原作ではカヨは登場しないが、海平の娘「カオル」とその夫「マコト」が登場して、東京駅のホームで結婚式を挙げ、そのまま列車で新婚旅行に出かける場面が登場する。

### 波野家
海平・波平の妹なぎえ（サザエの父方の叔母）の嫁ぎ先。劇中では三男のノリスケ宅が磯野家の近所に存在する。ノリスケの子供である男の子は、原作では名前について表記が無く、アニメ用に設定された「イクラ」が現在通称として使われており（後述「波野イクラ」参照）、ウィキペディアもそれに準じ、原作での説明もこれに倣う。

#### 波野なぎえ
声 - 山田礼子
波平と海平の妹でノリスケの母。タイ子の義母であり、イクラの祖母でもある。さらにサザエとカツオとワカメの叔母で、タラオの大叔母（「イクラちゃんのお祖母ちゃん」と呼んでいる）でもある。
旧姓磯野。下の名前はなぎえ。福岡在住。日常会話は福岡弁。
原作で「女手1つで子供を育てた」との台詞があることから、なぎえの夫は他界している、もしくは離婚している可能性が高い。『アニメサザエさん公式大図鑑 サザエでございま〜す!』では健在とする。
原作では日本髪である。サザエの叔母にもかかわらず「ノリスケさんのお母さん」と呼ばれることが多い。波平がなぎえに対して敬語を使う回もあった。
アニメには滅多に登場しないが、2011年1月2日放送の「初旅・初夢・初笑い」で登場。この回では長兄・海平がフェリーチケットを手配して旅行に来た波平・サザエ一家さらにノリスケ一家と共に島原城で合流し、久々に海平・波平・なぎえの3兄妹が顔を揃えた。
阿蘇に味噌田楽専門店の店員をしている友達がいる。

#### 波野ノリスケ
（なみの ノリスケ）
声 - 村越伊知郎（1969年12月14日 - 1998年7月）→荒川太郎（1998年7月26日 - 2000年6月）→松本保典（2000年7月 - ）
演 - 仲代達矢→五木ひろし→布施博→田中裕二→八嶋智人
サザエとカツオとワカメの従兄弟であり、波平と海平の甥（妹の四番目の子）、フネはおばにあたる。タラオの従叔父であり、マスオの義理のいとこ。タイ子の夫であり、イクラの父。
呼ばれ方
波平が「ノリスケ」、サザエやフネやタイ子は「ノリスケさん」、マスオは「ノリスケ君」、カツオ、ワカメは「ノリスケおじさん」と呼ぶ。
アニメでは、タラオから「イクラちゃんのパパ」、担当作家の伊佐坂からは「波野君」と呼ばれる。
人物
職業は出版社の編集者。実家は九州の博多。原作では兄弟はノリスケも含めて8人（アニメでは5人兄弟）。年齢は24歳 - 26歳。
原作では8巻から12巻の間に上京して、12巻で当時20歳のタイ子と見合い結婚し、14巻で長男・イクラをもうける。結婚後は「東アパート」というところの15号室あるいは31号室に家族3人で住んでいる。恐妻家である。
アニメでは、現在の職場に勤め始めた際に博多から押しかけ同然に磯野家に居候。その後タイ子との結婚を機に磯野家近所のアパート「くらげ荘」に移る。さらに1985年3月末に転勤のため一家は名古屋に引っ越したが、同年9月頃に戻り、現在のマンションに住んでいる。
原作では太り気味であることを理由に生活習慣病を気にすることもあるが、何度か登山に挑むなど筋力や体力はそれなりにある。アニメでは原作より痩せており、容姿については変更が激しい。
アニメでは伊佐坂の原稿を受け取るついでに磯野家で休憩したり、タイ子から部屋を追い出された時にかくまってもらうなど磯野家によく訪れている。
出版社の同僚を家に呼ぶ時に、タイ子に事前に「この人数で切り盛ってほしい」とお願いしたのにも関わらず、当日の夜に「飛び入り参加で3人」急に連絡無しで連れて帰って来た際には、タイ子の苦労も考えずにノリスケは 同僚との話に花を咲かせて大笑いしていたのでタイ子は怒っていたが、ノリスケは タイ子が怒っている理由には自覚無しで、カツオやサザエ達が教えるまで 全然気付かなかった事もある。
タイ子の友人が遊びに来た時には、タイ子が話を楽しめるようにと自らイクラを連れて散歩に出かけ、気遣い上手な一面を見せた 。
タイ子とは対照的に、息子のイクラには甘すぎる所があり、頑固者な所があるイクラを説得する時にも「○○したら おもちゃを買ってやるぞ!」と言って結局甘くしてしまいタイ子に注意されてしまい、イクラを叱るのが苦手。
仕事について
原作では新聞社の記者で、大物女優の取材をした後緊張して知らずにメダカが入った水を飲んだ話や、自分の子の育児が原因で睡眠不足になり仕事に支障が出た話がある。
アニメでは出版社（会社名は「（株）出版社」）勤務で編集者の仕事をしている。普段と違って仕事に対しては非常に真面目で、弱音を吐いたり文句を言ったりすることはほとんどない。伊佐坂の担当となったのも現在のマンションに住み始めた頃からであり、転勤以前にも一時期、別の伊佐坂（同姓同名だが現在の伊佐坂とは別人）を担当したこともある。
仕事を通じての知り合いもおり、カメラマンの知人もいる。
イクラに言われて一度ひげを生やしてみたものの、結局イクラが怖がったためすぐにそった。
性格
かなり図々しい性格でお調子者（後述「ちゃっかりエピソード」を参照）だが、基本的に明るく朗らかなため、悪意をもたれることは少ない。迷惑をかけたとしても従弟のカツオやカツオの姉サザエに比べれば怒られることは少なく、あきれられる場合がある。
子どもじみた一面があるため時には波平に叱られることもあるが、親しみやすくカツオとワカメに慕われている。ただし、ケチ臭いところもあり原作でカツオからは「一緒に外出するのが嫌」と言われている。同様の理由でしばしばカツオを筆頭とする磯野家の子供たちと駆け引きを演ずることもある。
ケチな性格をからかわれており、磯野家に来る時に手ぶらで土産を持ってこない事が多い事からカツオに「手ぶらマン」と言われている。
はた迷惑ないたずらが好きで、時には赤の他人をも巻き込む。古い傘を改造して傘お化けになってカツオとワカメを怖がらせたり、「街の食堂で食事をしたあと、どんぶりの下に代金を隠しておいて「食い逃げ」を装って店を出る」などのいたずらをしている。
原作ではマスオとともにいたずらをしている。キノコ取りをしている女性を驚かそうと刑事（ノリスケ）と犯人（マスオ）に扮して「死体を埋めたな」「はぁ刑事さん」と答えたため、それを聞いた女性たちが驚いてマツタケを放り出して逃げてしまった。その日の夕食はマツタケご飯でみんな大喜びだったが、マスオは浮かない顔をしていた。デパートでアイスクリームを食べ終えた後、コーンをヘアピースに置き、鬼の角に見立てていた。
ちゃっかりエピソード
余計なことを言って波平を怒らせたり人の秘密をバラしたりしてしまうことが多く、口が軽い。
磯野家でたびたび食事を摂ることがあり、特にすき焼きやお歳暮や近所からのおすそ分けでもらったメロンなどちょっとした贅沢な食べ物が食卓にあがる時は、毎回と言っていいほど。そういう時は勘が働くらしく、呼んでもないのにどこからともなく磯野家にやってきて「いやー今夜はすき焼きですか?うまそうだなー」などと言ってごちそうになる。
また、サザエ達が外出中の時に来るとおみやげを当てにして帰宅まで居座ることもある（ただし、必ずといっていいほど、おみやげを手に入れられず終わる）。
さらに、帰宅時にマスオや波平たちと駅で一緒になった時は、「いやー奇遇だなー、帰りにちょっと一杯どうです?」などと言って酒に誘う。その場合、自分から誘ったにもかかわらず、年上の波平からはもちろん、マスオにも「今日はちょっと持ち合わせなくて」など理由をつけて奢ってもらうことも多い。
海水浴などで波平以外の家族が全員出かけて、波平が留守番をしている時、昼時に磯野家に押しかけて勝手に出前を取ったり、波平が食べようとした駅弁を横取りしたこともあった。
波平や新入社員に借金を頼みこんだこともある。しかし、マスオから借金の返済を催促されると、とことんトボけてはぐらかそうとする。
お茶を入れに台所に行き、縁側に置いていただけのサザエの焼き芋を「お昼を食べてなかったから」と勝手に食べてサザエを怒らせたことがある。
波平とのエピソード
前述の通り、酒好きで波平ともよく帰宅時に飲んでいるが、マスオや波平の二人と飲まない時が続いた時には、波平から「早く帰ってやれば良かろうに」とあきれられている。妻子二人での夕飯がいかに寂しいかを知らしめるために、波平がイクラとタイ子を磯野家に呼び寄せて懲らしめたことがあり、降参したノリスケは翌日磯野家に朝食を食べに来た。そのとき、頭からジャケットをはおっていたため、玄関のドアに映ったシルエットからイクラとタラオに「お化け」と一瞬怖がられた。
また、性格やその言動から、波平に叱責される回数はカツオやサザエに次いで多い。些細なことで波平の逆鱗に触れ、磯野家への出入り禁止を言い渡されたこともある（実例は後述の3回）。これについて本人は、「僕に本気で怒鳴ってくれるのは伯父さん（波平）と編集長しかいない」と語っている。
露店で「全自動卵割り機」という商品が売られているのを見掛けた後、それについて磯野家で話題にしたことがある。波平がそれを買っていたとは知らずに「手で割ったほうが早い」「あんな物を買う人は卵なんか割ったことがない亭主関白」と本人の前で散々非難して憤慨させ、数日出入り禁止になった。しかし、翌日磯野家に来たイクラがその卵割り機を気に入ってしまったため借りることになり、改めてマシンの性能を見たノリスケは「よく出来ているなー」と感心する。その後、ノリスケが自分の発明した「グルグルダシトール」というマシンの概略を卵割り機を返しがてら磯野家に持って来たところ、それに波平が興味を持ち、マスオも加わって部屋にこもって会議を始める結果となり、そのまま和解した。
本人は軽いジョークで言ったつもりだった事を、磯野家が真に受けて騒動になった事もある。事の発端は、裏のおじいちゃんの家の庭に落ちていた落し物の野球ボールを、有名野球選手のサインボールだと適当に嘘をついたことであり、これに激怒した波平に再び出入り禁止を食らった。
賞味期限ギリギリのお土産を持ってきたとき、波平に「相変わらずのワケあり人」と言われたことが原因で波平に「頑固で短気、不器用で飽きっぽい」「まさに究極のワケあり」と言ってしまい、またもや出入り禁止を食らった。しかし、ノリスケが酒を持ってきたことで事実上和解した。
この他にも、2021年2月28日放送「父さんは有名人」、2022年9月4日放送「ノリスケ出入り禁止」でも出入り禁止を食らっている。
出入り禁止エピソードには、マスオと2人で居酒屋で飲んだ際にすっかり酔ってしまい、マスオを激怒させる事を言ってしまった際には、怒ったマスオが「君とは絶交だ!」と怒鳴る。しかし翌日の朝、ノリスケは酔った時の記憶が無く、磯野家を訪ねて来た際に マスオは「しょうがないな」と許そうとするが、波平は激怒して「何だ その態度は!昨夜の事を思い出すまで わしもマスオ君もお前とは絶交だ!」と言い、ノリスケは出入り禁止されてしまう。その後、謝りに来たノリスケだが、また余計な事も言って フネが「それが謝りに来た人の態度ですか!」と怒り、ノリスケがフネに土下座して和解した。
その他エピソード
住宅公庫の抽選に当選している。
電車や映画館の座席を確保するのが得意。
富山市に大学時代の後輩がおり、旅館を営んでいる。ただし、その旅館には磯野一家が泊まったが、後輩は未登場。
じゃんけんをするときは、最初に必ずチョキを出す。
会社で一番信用がある。
大学の後輩の為に新居を探していた時に 磯野ファミリーが「ノリスケが遂に家を買う!?」と勘違いした事がある。
叔母が着物には うるさかった為、着物に関する知識が豊富。
カツオを取材した際に、カツオがお勧めした漫画本を読み、「続きはある?」とカツオに聞く程に夢中になって全巻読み終えた事がある 。
モデルハウス見学に夢中になった事がある
大人になっても夢が豊富で、「編集長になりたい」「一軒家 欲しい」「自家用車も欲しい」「ベストセラー作家も育ててみたい」夢を まとめて言った事もある
「サザエさん30年後」では、海外旅行帰りに一家を訪れる。
原作では（その時の姿もあって）山下清に間違われたことがある。
原作およびアニメ版初期ではベレー帽をたびたび被っていたが最近はあまり被らない。
ヘビが苦手。
映画『サザエさん』では、西野姓で大阪出身、コメディリリーフ的な側面は少なく、サザエの親友、みち子と結婚し、『サザエさんの青春』では当のサザエより先に1子もうけ、出番を終えるが、代わりに二作目の『続・サザエさん』より原作のノリスケそっくりな弟ノリオ（藤木悠）が登場し、実質的なノリスケの役割を演じる。

#### 波野タイ子
（なみの タイこ、アニメ版の表記は「タイコ」)
声 - 落合美穂（1970年2月1日 - 1974年）→恵比寿まさ子（1974年 - 197?年）→塚田恵美子（1978年7月? - 2013年11月10日）→小林さやか（2013年12月8日 - ）
演 - 片平なぎさ→国生さゆり→白石美帆→堀内敬子
ノリスケの妻。イクラの母。波平の義理の姪（甥の嫁）、サザエとカツオとワカメの義理のいとこで、タラオの義理の従叔母。一人称は「わたし」「あたし」「うち」。
人物
アニメでの年齢は22歳くらい。旧姓は入江（いりえ）。実家は東京で、両親と妹が暮らしており、父親はかなり上品な紳士である。
現在は専業主婦だが、以前はデパートに勤めており、20歳の時にノリスケと見合い結婚して1男の母となった。
学生時代にはイタリア人のペンフレンドがいたらしく、イタリア語を少々話せる。
多趣味で、バレエ・洋裁・生け花・ピアノ・英語・スキーをしているとの事。
性格
基本的に優しくて落ち着いていて上品な淑女である。優しいが子供を甘やかすわけではなく、イクラにもちゃんとダメなことはダメと言うしっかりした性格。そのためイクラがわがままを言ったり、いたずらをするとたしなめるセリフをよく言う。
カツオが子守りや留守番などをしたときにお駄賃やお菓子などをあげたりしても、「（サザエから）怒られるんじゃないか」と不安に思うカツオのことも考え、気を遣える人である（ただし、年末に内緒でカツオにお年玉をあげて、それを知ったサザエがカツオに憤慨した例もある）。お駄賃の入った封筒に自画像を描いていたことがある。
ファッションなど
原作では、独身時代はモデル並にスタイルが良かったがイクラ出産後ぐらいに太りだし、見た目も所帯じみたものとなっている。アニメでは出産後も痩せたまま。
あまり派手な服は好まず、普段はほとんどスカートで過ごしている。ただし過去、アフロヘアーにジーンズというファッションで、ノリスケを驚かせたことがあった。
磯野家との関係
原作では、ほとんど磯野家に来ないが、仲が悪いわけではない。
逆にアニメではよく磯野家に来ており、特にサザエと仲が良く、双方の子供ぐるみで一緒に風呂に入るほど。
三河屋を使って磯野家にビールを送ったことがある。
ノリスケに愛想を尽かして家出をして「イクラと実家に帰ります」などと置手紙をするが、実際は磯野家に行っている。そのあとノリスケが磯野家に来てばったりタイ子とイクラに会いそのまま磯野家でみんなで夕食を食べながら、ノリスケのことを話したことがある。また、ノリスケがちょっとした発言や行動で波平など磯野家の面々に迷惑をかけたときは、磯野家に来た時に必ず代わりに謝るなどフォローすることも多い。

#### 波野イクラ
（なみの イクラ）
声 - 声優なし（効果音のみ）（1970年3月15日 - 1971年4月18日、1971年5月23日）→ 桂玲子（? - 2025年5月11日）→平井祥恵（2025年6月8日 - ）、冨永みーな（不明〈代役〉）、川田妙子（1997年〈代役〉）
演 - 加藤小桜→鈴木もも→稲葉友、桂玲子（観月ありさ版 声のみ）
ノリスケとタイ子の実子。波平と海平の大甥で、サザエとカツオとワカメのいとこ甥で、マスオの義理のいとこ甥、タラオのはとこである。
人物
タイ子の実家である入江家の初孫で男の子（原作では当初「女の子だった」という説がある。後述「イクラの性別」を参照）。タイ子同様、原作にはあまり登場しない。
年齢は1歳半くらい。
主要キャラクターの中では、最も原作と外見の差が激しい。
髪色は茶色。初期においては、髪色は黒色で現在よりも丸々と太っていた。
アニメでは、タラオと同様に特殊な足音をたてる。
性格
好奇心旺盛で様々な物事に興味を持つが、同時に熱が冷めるのも速い飽きっぽい性格。一度興味を示すと周りの人間が「ダメ」と言っても熱が冷めないうちは、怒ったり泣いたりして聞き入れない。興味を持つきっかけは様々で、子供らしいきっかけもあれば、大人の行動を見たことがきっかけになることもある。たまに意外な物に興味を示した時などは、両親とタラオをはじめとする周囲の人間が、イクラの行動に驚かされたり振り回されたりする。イクラの暴走を押さえ込める人物はカツオぐらいである。また、カツオが認める程に 頑固者な性格でもある。
また、人間観察に優れており、興味を持った人のマネすることも周囲を困惑させる原因の一つになっている。
その反面、まだまだ幼く怖がりで、寂しがり屋なため泣くこともある。ノリスケが甘すぎる所がある為に、𠮟られ慣れていない所がある 。また、家族旅行で知らない土地へ行った時はノリスケかタイ子のどちらかがいないと不安である。この時は、ノリスケが八尾に大学時代の後輩に会いに行って先に富山に着いていた為、八尾に行ってノリスケと合流する事になっていたが、「タラちゃんと一緒にいたい」と意思表示をした為、タイ子とサザエが口裏合わせをしてイクラを置いて行き、道を渡って車が通った間に隠れた。イクラは戻って来ると思っていたのにいない為、不安がって戻って来たタイ子の胸で泣き、タラオと一緒にいたのを諦めた。
普段人見知りをしないが、時々人見知りをしたり、タイ子らから人見知りをしているように見える時がある。
気性が激しく、自分がだまされたと分かると自分をだました相手に対して（イクラのために思った行動でだましたつもりはなくても）容赦ない仕返しをする。その手口は1歳児と思えないものである。仕返しが済んでもその相手と同席しないなどかなり強硬な態度をとり続けるが、波平やフネの一言によってとたんに機嫌が良くなる。
コミュニケーション
アニメで発する言葉は「ハーイ」「チャーン」「バブーン（バブー）」しかしゃべれず、イクラの両親と、イクラと年齢の一番近いタラオのみ理解可能。それ以外の人物がイクラの言いたいことを理解するには、タイ子たちに通訳してもらう。あるいは、イクラの表情と言い方・動きなどで予想し、その都度イクラに「ハーイ」「バブーン」でイエスかノーを判断してもらうしかない。
イクラはほとんど話せないものの、相手が言うことは簡単な言葉なら理解できるようで上記のようにコミュニケーションをとっている。
イクラは言葉が話せるか否かについて
アニメでは、基本的に上記の「ハーイ」「チャーン」「バブーン」しか話せない。ただし、「お帰りなさいイクラちゃん」（作品No.2433）以降、いくどかしゃべったことがあるが、不評だったことにより翌年頃までに元に戻った。その時のセリフは、波野一家が引越し前にタイ子・ノリスケが磯野家に「東京に帰る」旨の「テープレター」を送り、一家で聞いていた際テープの中から聞こえた「カエル?」の声。それを聞いたサザエは驚いたが、カツオの早とちりとして扱われた。
しかし「ママ」は呼べるようで、公園で遊んでいた場面ではちゃんと「ジャンケンポン!」と言っていた（もっとも、勝っても負けても関係ない）。はっきりとした意思表示をしたこともある。
好奇心旺盛なエピソード
「金太郎」の腹掛けに興味を示したときは、タイ子がサザエと電話している最中に腹掛け姿で勝手に家を飛び出して、タイ子を困惑させた。ただし、近所の人からは「五月人形みたい」と評された。
また、台所の床下収納戸に興味を示した時は、裏のおじいちゃん宅や伊佐坂家の台所の床下収納戸を勝手に開けようとした。
ペンキ屋に興味を示してハチの小屋のペンキ塗りをした際に、ペンキ屋のおじさんの作業服が汚れていたのをマネをして、イクラ自ら服にペンキを塗ってしまい、タラオを困らせた。
時に、お茶やらっきょうの酢漬けなど、主に大人が好む食べ物や飲み物をおいしく食べたり飲んだりするため、周囲を驚かせる。
うなぎが大好物である。
磯野家と一緒に阿蘇に旅行に行った時に以前、家族で阿蘇に旅行に来た時に馬に二時間も乗っていたと馬に乗せてくれた「江藤ファーム」の主人に覚えられていた。
消防自動車に凝っていた時期があった。
タラオについて
タラオとは年が近いこともあり非常に仲が良く、家族に連れられてお互いの家に行くといつも一緒に遊んでおり、二人でどこかへ勝手に出掛けてしまうこともしばしば。また、昼寝などで2人が同じ布団で寝る場面が幾度もあり、イクラが磯野家に泊まることもあるが、夜中にホームシックになったりして朝まで一緒に寝ていることはない。イクラのワガママなど些細なことでタラオとケンカをすることもあるが、結局は「ケンカするほど仲がよい」という感じでほどなくして仲直りする。仲の良さは凄まじく、ノリスケの仕事の都合で名古屋に引っ越す事になった時も別れる際、大泣きした程である。しかし、その三ヵ月後にノリスケが新雑誌の立ち上げで東京に呼び戻されて、東京に戻った為、またすぐに会えるようになった。
悪いことや危ない行動を起こそうとする時に「やってはいけない」と言い聞かせるのに時間がかかる。タイ子がいる時は「いけません、イクラ!」と注意されたり、タラオといる時はタラオがお兄ちゃんらしく注意して止めようとする。しかし、イクラはほぼ言うことを聞かないで行動を起こしてしまうため、両親も手を焼いている。仲良くお絵描きをした際に 絵からクレヨンが はみ出てしまい、縁側の床にも描いてしまった時に「駄目ですよ!」とタラオが注意した時には、𠮟られ慣れていない為に 数日間タラオから距離を置いてしまい、両親が仲直りするように説得するが 持ち前の頑固者な性格が出てしまい謝ろうとしなかった事もある。
イクラの性別
アニメではイクラは男の子となっているが、原作のイクラは当初は女の子だったのではないかという説がある。
その理由は、原作のイクラの出産時のエピソードとして、役所に出生届を出しに行くノリスケの手には“ナミエ”と書かれた紙を所持しているからである。当初その名前で届けるつもりであったが、たまたますれ違ったかっぷくのいい女性が「ナミエ」と呼ばれていたため「考え直そう」と途中で引き返すという話がある。また、タイ子が雛人形を買おうとするエピソードもある。
ただ、途中から「ボーヤ」と呼称されるようになっているため、それ以降は男の子の設定になった。
設定について
アニメ「サザエさん」の脚本を担当している雪室俊一によると「原作で名前がなかったノリスケとタイ子の子供が「イクラ」と付けられたのは、（自身の）娘の好物からきている」と語っている。
実際には原作者の長谷川町子は、ノリスケとタイ子の子供に対して「チドリ」という名前を付けている。しかし、アニメ版に「チドリ」の名前が採用されることはなかった。
この「チドリ」という名前の存在は、朝日新聞朝刊に「読者と新聞」という読者の質問欄があり、そこに読者から「サザエさん一家の家族構成を教えて欲しい」という質問が来たことで明らかになっている。これに対して長谷川から詳しく回答されており、本人直筆による各登場人物の似顔絵と名前が描かれたイラストが掲載された。そのイラストにはサザエさん一家の横にノリスケ一家も描かれ、「波平のオイ、いそのノリスケ」と「妻、タイ子」、そしてタイ子に抱かれた「チドリ」と名前が明記された赤ん坊が描かれていた。
原作では赤ちゃんのままだったが、アニメでは初代プロデューサーである松本美樹の「ベビーベッドに寝た赤ちゃんのままではいつまでたっても話ができない」という提案により、初登場からしばらく経って歩ける程度の年齢に成長した。雪室俊一は後に「作中で年をとるという禁じ手を唯一行ったキャラクター」という趣旨の発言をしている。

### フグ田家（マスオの実家）

#### フグ田入江
（フグた いりえ）
声 - 山本圭子 → 川崎恵理子（2019年 - )
演 - 正司歌江（浅野温子版のドラマ）
マスオ・サケオの母で、サザエの義母、タラオ・ノリオの祖母である。下の名前は入江。
マスオの幼少期に夫を亡くし、女手ひとつでマスオとサケオを育てた。大阪にサケオ夫婦と孫のノリオと暮らしている。
豪快で明るい性格の肝っ玉母さんであり、関西人特有のユーモアがある。サケオ夫婦の干渉が激しいためマスオの元へ転がり込んだが、次の日磯野家を出た。近くのラーメン屋に「花園シノブ」の偽名で働いていたことが分かり、マスオはその店に寄ったが、マスオが注文した品を勝手に変えたり、店主に盾突いたりしていた。まもなく、大阪の家に戻り、お詫びに磯野家に出前を届けさせた。草木染が得意であり自分で染めた風呂敷が気に入られ磯野家の隣人のお軽さんに教えることになったことがある。
原作でもマスオが実家に帰省する話がある。理由はマスオの父の法事だが、この時マスオはタラオを自分の実家に連れて行かなかったため、そのことについて「磯野家の謎」では疑問を投げかけている（「磯野家の謎」78頁）。

#### フグ田サケオ
（フグた サケオ）
声 - 沢木郁也（2002年1月6日放送サザエさん新春お年玉sp「初夢 正夢 春の夢」）→坂巻学（2012年11月）
フグ田家の長男であり、マスオの兄、サザエの義兄、タラオの伯父、ノリオの父。マスオの実家に母と妻（名前不明）（声 - 川崎恵理子）と息子のノリオと暮らしている。「サケオ」はアニメでつけられた名前。子供時代に曜日がなかなか覚えられなかったマスオに木琴を使って曜日を教えたり、納豆をキャビアだと思って食べるとおいしいと教えるなど、弟思いである。
原作ではマスオとサザエを大阪城と京都と奈良に案内した。宿泊先の旅館で「都の西北」（早稲田大学校歌）を歌った（マスオはその隣で「ふるさと」を歌った）。

#### フグ田ノリオ
（フグた ノリオ）
声 - 瀧本富士子（2002年1月6日放送サザエさん新春お年玉sp「初夢 正夢 春の夢」）
マスオの兄・サケオの息子で、タラオの従兄。マスオの甥でサザエの義理の甥。大阪のマスオの実家に住んでいる。
常に阪神帽をかぶっている（阪神のロゴの部分はノリオの「N」になっている）。12歳。
大阪に帰省したマスオ、サザエに大阪案内をすると言って、玩具問屋街に連れて行き、大量にオモチャを買ってもらうなど、ちゃっかりした面がある。このエピソードは原作でも描かれている。その後、東京に遊びに来て花沢さんに一目惚れし、カツオを大いに驚かせた。
ズル賢さと行動力はカツオ以上で、一人で新幹線に乗って東京へ行ってしまうことすらあり、カツオを驚かせる。一方、サザエさん一家とカツオとワカメが大阪旅行に行った際、カツオとワカメを大阪見物させると言って連れ出すなど面倒見のいい面もある。
1978年末頃に磯野・フグ田家が大阪へ旅行した際も、マスオの兄一家が登場したが、この時のノリオのキャラクターは前述のものとはやや異なっていた。
東宝、宝塚映画のシリーズには、同名のキャラがノリスケの弟として登場し、代わりにマスオの妹として『サザエさんの結婚』以降フグ田タイコ（白川由美）が登場する。

#### マスオの叔父
声 - 不明
マスオとサケオの叔父で、タラオとノリオの大叔父。原作では朝日文庫版3巻6 - 7ページ収録話に、アニメでは1974年4月7日放送の「九州おじさん上京」に、それぞれ登場した。名前は不明。原作では、叔父の他に彼の妻（マスオの叔母）も耳が不自由ながら健在のようである。アニメでは、九州在住で娘がおり、横浜で仕事があったついでに磯野家にやって来た。

### 石田家

#### 石田鯛造
（いしだ たいぞう）
声 - 不明（1969年11月9日 - ?）→ 若本規夫（? - 2013年9月）→沢木郁也（2014年9月 - ）、幼少期：箱田真尋（40周年SP）
初登場は「家なき子物語」（作品No.0023、1969年11月9日放送）。しかし、このときはまだ明確に名前は出ていない。
磯野フネの兄であり、また、サザエ、カツオ、ワカメの伯父、タラオの大伯父や波平の義兄（小舅）でもある。
縦に長い形の顔で、髪型はかりあげ。静岡にあるフネの実家で暮らし、農業（みかん農家）を営んでいる。
原作漫画では「鯛造」という名前は出てこない。また、子供が4人（息子と娘が2人ずつ）いるが、「家なき子物語」（作品No.0023、1969年11月9日放送）では、子どもがいない設定になっており、カツオやワカメの度を越した、意図的なイタズラを喜ぶほど、子どものいる生活を夢見ていた。
油絵を描き、「未田完」の名で美術展に出品したこともあった。

#### 石田おこぜ
（いしだ おこぜ）
声 - 不明
初登場は「家なき子物語」（作品No.0023、1969年11月9日放送）。鯛造と同様に、このときはまだ明確に名前は出ていない。
鯛造の妻であり、フネの義姉。

#### フネの弟
声 - 不明
鯛造とフネの弟で、サザエ、カツオ、ワカメの叔父。タラオの大叔父で、波平とおこぜの義弟である。公式磯野家の家系図には記載があるが、原作・アニメともに登場しないため詳細は不明。下記の青山のトシオさんと同一人物かどうかも不明。

### その他

#### 青山のトシオさん
声 - 不明
磯野家の親戚らしいが、詳しいことは不明。
原作では朝日文庫版13巻6ページ収録話に名前のみ登場するが、磯野家の親戚とわかるシーンはない。

#### トシコ
声 - 吉田愛理（1997.8）→川崎恵理子（2014.6）
青山のトシオさんの子供。気が強く、カツオ、ワカメ、タラオを呼び捨てや「アンタ」呼ばわりをしており、タマからも嫌われている。
スカートのポケットに手を入れて歩く癖があり、余計生意気に見えるという理由で、母親にポケットを縫い付けられている。
見た目やキャラ設定はナナコと非常に似ているが、トシコのほうが言葉遣いが乱暴でお転婆。

#### ナナコ
声 - 不明（2023年1月15日）
青山のトシオさんの子供。数年前ナナコが初めて磯野家に預けられた時、サザエは「どうしてそんなにお鼻が低いの？」「どうしてそんなにソバカスがあるの？」と面と向かって言われ、カツオはお経を読んでと言われ、ワカメは早口言葉を言わされた挙句に「どうして、お口が回らないの？」と言われて泣かされたことがあるため、磯野家一同、ナナコを苦手としていたが、再度来た際には礼儀正しい性格になっており、カツオ達と打ち解けることができた。
見た目やキャラ設定はトシコと非常に似ているが、トシコよりも言葉遣いが丁寧で、大人ぶった振る舞いをしている。

#### はま子
声 - 不明（1969.10）
アニメの第1話などに登場した磯野家の親戚。どのような立ち位置の親戚かは明らかにされていないが、劇中において彼女のことをカツオが「はま子おばさん」、サザエが「おばさん」と呼び、フネが「まだ帰さないわよ！」「それまでここにいてちょうだい！」と対等に口を利くシーンがある。かなり性格が悪い上に地獄耳のため、磯野一家からは嫌われている。カツオがワカメが捕まえようと縄でワカメと間違いちょうど訪問した彼女の首を絞めたためテストを見せるまで待つことになるものの、一家で食事に出かけるため彼女のことを忘れ居眠りをしていたところをカツオと75点のテストを取り戻すため追いかけっこをしたネズミの姿を見て悲鳴をあげて幕が閉じる。「早春花ざかり」（作品No.367）および「連休のプラン」（作品No.1639）にも登場。「早春花ざかり」では、波平・フネを除く磯野・フグ田家5人がはま子の家を訪問し、はま子の娘（マサゴ）が登場した。この話での苗字は「ハマノ」であった。「連休のプラン」ではカツオと電話で話しており、連休中にお互いの家を交換することとなった。また、房総半島に住んでいることがこの話で明らかとなり、これら2話では第1話に比べ性格が丸くなっていた。

## 磯野家の隣人
アニメ版における磯野家の隣人は幾度か入れ替わっている。初期の頃は、異なる設定の隣人がモブ扱いで何度か登場している。
あらまし
1. 氏名不詳：1969年11月16日時点
2. 氏名不詳：1969年12月21日時点
3. 氏名不詳：1970年1月4日時点
4. 氏名不詳：1970年4月26日時点
5. 山川親子：1970年5月10日時点
6. 氏名不詳：1970年6月21日時点
7. 氏名不詳：1970年8月9日時点
8. 初代伊佐坂家：1970年8月30日 - 1978年4月?
9. 浜家：1978年5月7日 - 1985年3月31日
10. 2代目伊佐坂家：1985年7月21日 - 現在

1969年11月16日時点
この日放送の「お菓子で勝負だ....!!」において、アニメ放映開始後初めて隣人の描写が登場する。この回では、カツオとワカメを庭の飼育小屋に閉じ込めた波平とサザエを白い目で見る中年の夫婦が登場する。
1969年12月21日時点
この日放送の「さいまつけいかい」において、後に初代伊佐坂家が引っ越して来る場所とは反対側の隣人の中年女性が登場し、隣家の庭の池の金魚を狙うタマに対して文句を言う。
1970年1月4日時点
この日放送の「晴れ着が大好き」において、上記の11月・12月とは異なる隣人女性が登場する。サザエやフネに着物を着せてもらえないワカメに着物を着せてあげる役割として登場する。
1970年4月26日時点
この日放送の「こいのぼりよ空高く」において、上記の1月とは異なる隣人が登場する。この回では、赤ん坊を背負って洗濯物を干す中年男性が登場する。
山川親子
1970年5月10日放送「おかしな隣人」において、磯野家の隣（後に伊佐坂家や浜家が引っ越してくる場所）に引っ越してきた母・お松と息子・谷男の親子。お松はとても口が悪いが、実はお互い思いやっている。翌週以後しばらく登場しなかったが、1972年9月24日放送「タラちゃんのオルゴール」にて近所の住人として再登場し、しばらく登場していた。その後、1973年12月30日放送「二日早いおめでとう」において、谷男が結婚する描写がある。
1970年6月21日時点
この日放送の「ぼくがいないよォ」において、上記の山川親子とは異なる隣人が登場した。庭でサザエとマスオが写真撮影しているところへ隣家の女性が顔を出して話しかけてきた。
1970年8月9日時点
この日放送の「イライラ物語」および「プールの巻」において、上記の6月とは異なる隣人（この2作品に登場する隣人は、それぞれ別家庭の模様）が登場した。「イライラ物語」では、暑さで朦朧としながら帰宅した波平が間違えて隣家に入り、下着姿で涼んでいた親子3人（夫婦と息子）の顰蹙を買った。「プールの巻」では、前者と異なる風貌の夫婦が登場し、庭にプールを作っている様子が登場した。
初代伊佐坂家
以下、公式サイトに基づいて初期の伊佐坂家を「初代」、現在の伊佐坂家を「2代目」と表現する。
初代伊佐坂家は、1970年8月30日放送「巨匠イササカ氏あらわる」において磯野家の隣人として引っ越してきた小説家一家であり、2代目と同様に『似たもの一家』をモチーフにした家族であった。家族構成および名前も2代目と同じものとなっているが、顔つき、性格、飼っているペットなどは全く異なっていた（ウキエがおしゃべりだったり、おてんばだったりする）。ただし、フネと軽が同級生だった等の一部の設定は共通している。なお、初登場時の甚六とウキエは小学生くらいの年齢で、のちに1971年の再登場で大人になっている。その後、1978年に引っ越して姿を消した。なお、初代伊佐坂家登場後の1970年10月25日放映の「家庭戦線異状なし」においては、伊佐坂家とは反対側の隣家に住む夫婦（妻の名前はヤスコ）が登場したほか、1973年11月4日放送「どっちが大事」など、初代伊佐坂家の存在するはずの場所が道路になっている話も存在する。演出の角田利隆によると当時のプロデューサーが交代する際に自分が作成した隣人キャラクターを一緒に交替させたとのことである。（初代三河屋の三平さんも一緒に交替した。）
浜家
1978年5月に浜家が磯野家の隣に引っ越してきたという設定で登場した。その後、体調を崩した浜夫人の療養のため、1985年3月に静岡県伊豆長岡町（現・伊豆の国市）へ引っ越していった。浜さんの職業は画家。
この日の放送では浜家以外にも、ノリスケの転勤に伴い波野家が名古屋に引っ越したり、三河屋の御用聞きの三平が郷里の山形県に帰るなど、磯野家周辺のレギュラーキャラクターは一時的に大きく減少した。その後4か月の空白を経て隣家に2代目伊佐坂家が引っ越して来たり、三河屋の御用聞きには三郎が登場するなど、多くの新キャラクターが入れ替わりに投入された。
その他
1972年12月17日放送「いらっしゃいワカメです」では、かつて磯野家の隣に住んでいたというオカジマ夫妻が磯野家を訪ねてくる。オカジマ夫妻は、カツオが幼いころに北海道へ転勤となっていた。

### 2代目伊佐坂家
2025年時点における磯野家の隣人一家。1985年7月21日に初登場した。もともとは長谷川町子の別作品『似たもの一家』の登場人物であり、原作漫画の『サザエさん』にも一度登場している（磯野フネと伊佐坂軽が同級生という設定は原作に準ずる）。

#### 伊佐坂難物
（いささか なんぶつ、アニメ版の表記は「難物」、2013年3月までのEDクレジットでは「なん物」、4月以降は「伊佐坂」と表記されている）
声 - 峰恵研（1985年7月21日 - 2002年2月）→伊井篤史（2002年2月 - 2002年3月）→岩田安生（2002年4月 - 2009年9月）→中村浩太郎（2009年10月 - 2023年7月30日）→牛山茂（2023年11月19日 - ）
演 - 三木のり平→佐野史郎→三谷幸喜→浅野和之
人物
磯野家の隣人の恋愛小説家。年齢は60歳くらい。アニメでは伊佐坂の担当編集者であるノリスケが自宅まで受け取りに赴いている。たまに早く書き終えて、ノリスケが原稿を取りに行った時にすんなり原稿を渡せることもあるが、基本的に大変筆が遅くいつも締切に追われている。そのため、ノリスケが原稿を受け取りに訪れてもまだ完成していないことが多々あり、裏からこっそり逃げ出すことさえある。たいていは凝った言い訳をして引き延ばしを狙うため、ノリスケら編集者の間から「イイワケ先生」と呼ばれている。
性格は基本的には非常に温厚。ただし、新米の雑誌記者が軽のあだ名である「カッパ」の由来（河童のように泳ぎが上手であることが由来）を、「河童のような外見だから?」などと勘違いした際には、記者達が青ざめて逃げ出すほどに憤慨したこともある。
趣味は囲碁で、手が空いた時や気分転換でよく波平と囲碁を打っている。
文才はあるが生活力に乏しく、家族が留守のときに缶詰を開けようとして缶切を探したが見つからなかったため、磯野家から缶切を借りようとした。サザエが缶切なしで缶詰を開けたのを見て驚いていた。日曜大工も釘一本すら打てず、犬小屋の修理は甚六がやるか大工を呼ぶ。
こだわり
手書き原稿を編集者へ直渡しすることにこだわっており、この原稿渡しは伊佐坂とノリスケ双方にとって大事なコミュニケーションとなっている。
原稿執筆では、名人と言われる職人が手作りした万年筆を愛用している。過去に一度無くして他の万年筆を代用した時は、原稿用紙に引っ掛かって仕事がはかどらなかった。
話の内容を練るために喫茶店に行くことが多いが、自身の中で座る場所を決めているようで、いつも座っているその席に他の人間が座っているとへそを曲げて帰ってしまうこともある。
以前パソコンを使った事があったが、色々あって手書きに戻る。
その他のエピソード
元々は小説家になるつもりはなく、歌舞伎の女形を目指して修行をしていた。その後作家に転向し、両親の反対を押し切ってお軽と学生結婚をしている。このエピソードは、後に甚六の出演したクイズ番組の問題にされたが、甚六には初耳で答えを知って大変驚いた。
2代目伊佐坂家の初登場話では、磯野家から作家なので気難しい人なのかと思われていた。そしてその話では、最後の最後まで正面の顔が映らなかった。タイトルコールでも後ろ姿しか映らず、サザエとフネがいるのにもかかわらず記者を撒くためテーブルの下に隠れていた。
伊佐坂夫妻は実写映画『続・サザエさん』にも磯野家の隣人として登場する（後続シリーズには登場しないが、配役も容姿もまったく同じ小説家が『サザエさんの結婚』に登場するが、三木東風という役名である）。

#### 伊佐坂軽
（いささか かる、アニメ版の表記は「お軽」、2013年3月までのEDクレジットでは「おカル」と表記されている）
声 - 山田礼子（1985年7月21日 - 2023年4月30日）→駒塚由衣（2023年6月25日 - ）、不明（1994年、1996年など代役）
演 - 藤間紫→戸田恵子
フネの女学校時代からの親友で、同い年。
フネとは互いに「おフネちゃん」「おカルさん」と呼び合う、今も気が置けない仲である。ただし、学校卒業後に引っ越したため、磯野家の隣に越してくるまでの30年間は音信不通であった。普段は、頻繁にサザエやフネと塀越しに世間話をしている。サザエの大声は「すぐ分かっていいじゃない」と比較的優遇している。
初登場はサザエが引越しの様子を覗きに来た時である。引っ越しの挨拶をした際にワカメを初めて見たときには、フネの孫だと思い込んでいた。シワのあるフネに対して軽はシワが全くなかったため同い年という感じの見た目ですらなかった。また、話の終わり頃に「全く大変なうちの隣に引っ越してきたもんだわ」と愚痴をこぼしている。
水泳が得意で、女学校時代のあだ名は「カッパ」だった。
映画『続・サザエさん』では名前が伊佐坂軽子となっている。また『サザエさんの結婚』には同じ配役および容姿の小説家の妻が三木夫人という役名で登場する。

#### 伊佐坂甚六
（いささか じんろく、アニメ版の表記は「甚六」、2013年3月までのEDクレジットでは「じん六」と表記されている）
声 - 竹村拓（1985年7月21日 - 2023年8月6日）→坂巻学（2023年10月29日 - ）
難物と軽の長男。20歳くらいで2浪。
性格はノンキでおっちょこちょい。人なつっこく明るい。浪人生の割には、遊んでばかりいる。ウキエ同様、彼もカツオ達の面倒見がいい。
浪人生という設定のため、アニメ版では大学受験シーズンに当たる1月期はほとんど登場しない。時折夜食作りに凝る。午前2時に音を鳴らすようにラジカセにタイマーをかけており、その音で起きて勉強する。
伊佐坂家唯一の自動車運転免許を所有。自動車が好きらしく、洗車している場面や車で出かける場面がよく見られる。甚六の運転する車はクリーム色だが、左ハンドルの車の場合と、右ハンドルの車の場合がある。
甚六の本棚には、動物図鑑がたくさん並んでいる。子供の頃、動物園の飼育係になりたいと思っていたことがあったが、結局ハチの飼育係になった。
初代伊佐坂家の甚六は、初登場時は小学生であった。その後の再登場時に三浪中の浪人生に設定が変わり、さらに1973年2月25日放送「今日は…合格発表日」で合格し、以後大学生の設定になる。

#### 伊佐坂浮江
（いささか うきえ、原作では「浮え」、アニメ版では「ウキエ」、2013年3月までのEDクレジットでは「うきえ」、4月以降は「浮江」と表記されている）
声 - 潘恵子（1985年7月21日 - 1989年春）→冨永みーな（1989年春 - 1998年6月）→川崎恵理子（1998年7月 - ）、桂玲子（1989年〈代役〉）
演 - 倉科カナ
難物と軽の長女。高校1年生。16歳。容姿端麗で活発で優しい性格。ワカメのお姉さん的役割で、カツオや三郎を始めとした男子の憧れの存在。
初代伊佐坂家の浮江の初登場は1970年8月30日放送「巨匠イササカ氏あらわる」。当初は小学生であったが、1971年10月24日放送の「としごろ民宿」では現代風のファッショナブルな女子大生として再登場した。
兄・甚六のことを基本的には「兄貴」(まれに「お兄ちゃん」、「兄さん」）と呼ぶ。両親を「パパ」「ママ」と呼んでいる。
成績優秀でスポーツ万能で、テニス部に所属している。将棋が得意。
趣味はお菓子作り。得意料理は鮭のムニエル。
小学校のときに買ったペンケースの中に、その頃偶然とった100点のテストをお守りがわりに入れて大事にしていたが、カツオと中島がはずみで破いてしまった（そのとき、カツオはテストで100点とって返すと言っていたが、結局取れなかった模様）。

#### ハチ公
伊佐坂家の飼い犬で犬種はテリア。愛称は「ハチ」。
人懐っこい性格であり、また犬と猫の種を越えてタマとは仲良し。小型の犬だが、大型犬とのケンカに勝つこともある勇敢さも持っている（後述）。
雷が嫌い。
散歩エピソード
大型犬を散歩中の飼い主が何かの拍子にリードを離してしまい、その犬がタラオを追いかけたことがある。電柱にしがみついて泣いていたタラオを見つけた甚六と散歩中のハチが、大型犬とケンカした末に勝ってタラオを助けたことがある。また、別の放送回では、大型犬がハチのそばを通りかかった際に怖がっていた。
ある日カツオがハチに神社の狛犬を見せたところ、気に入ってしまい、次に浮江に連れられた散歩の際は、神社に行って狛犬の前から離れなくなってしまい困惑させた。その後、事態を引き起こしたカツオの機転で狛犬を撮影し、その写真を犬小屋に貼ることで、事態を収拾させた。
サザエが当たりそうな懸賞に片っ端から応募した時、磯野家は犬を飼っていないのにドッグフードの懸賞にも応募。当たるとは思わなかったが、当たってドッグフードが送られて来た時にそのドッグフードを伊佐坂家に譲り、ハチのエサとなる。。
1970年代の初代伊佐坂家ではハチ公はおらず、トムという犬が数回登場し、他のペットは猫となっている。

### 浜家
1978年から1985年まで磯野家の隣人だった家族。画家の浜とその夫人、娘のミツコの3人家族に加え、飼い犬のジュリーがいる。初登場は1978年5月7日放送「突然のお隣さん」（作品No.1328）。
1985年3月31日放送「早春・伊豆長岡の別れ」にて浜夫人の病気療養のため伊豆長岡に引っ越すこととなり、最後の思い出にとサザエ一家、波野一家と共に同地を旅行してから別れを告げた。
キャラクター創造には初代プロデューサーの松本美樹が関わったとされ、松本の降板（1985年3月）に伴い登場しなくなったという。
2009年放送の「磯野家のアルバム」では、写真のみではあるが約24年ぶりに登場した。

#### 浜
声 - 峰恵研（1978年5月7日 - 1985年3月31日）、沢りつお（1981年秋以降〈代役〉）
画家。下の名前は不明。
いつもベレー帽を被っている。妻や娘には頭が上がらない様子で威厳のようなものは薄い。家のつくりや家具などから、洋風趣味であることが見てとれる。磯野家の隣に引っ越してきた当初、家を磯野家と間違えて上がり込んだことがあり、挨拶に来た妻に指摘された。その後、お詫びにと磯野家に屋台のラーメンをご馳走する。

#### 浜夫人
声 - 近藤高子（1978年5月7日 - 1985年3月31日）
浜の妻。下の名前は不明。非常にふくよかな女性。

#### ミツコ
声 - 潘恵子（1978年5月7日 - 1985年3月31日）
浜の娘で高校2年生。髪を両サイドリボンで結びツインテール気味に垂らしているのが特徴。
現在の伊佐坂浮江と似た役割を持つキャラクターで、声優も同一である。ワカメにとってはお姉さん的存在で、カツオを始めとした男子たちにとっては憧れの存在であった。磯野家の隣に越して来た当初、父と同様に家を磯野家と間違えて上がり込んだ事がある。

#### ジュリー
浜家のペットの犬。垂れ耳の中型犬で、犬種は不明。
比較的落ち着いた性格のようで、伊佐坂家のハチのような人懐っこさはあまり強調されていなかった。
犬にもかかわらず葉巻を愛好している。葉巻につられたことで結果的に泥棒に入られずに済み、サザエに褒められたこともある。しかし、浜家の登場から数年経ったある時期からジュリーが葉巻を吸う描写は一切されなくなった。

## その他の主な近所の住人

### 裏のおじいちゃん・おばあちゃん
磯野家の裏の家に住んでいる老夫婦で、アニメのみ登場。初登場はNo.118「モノオキの神様」（1970年7月5日放送）。ただし、初登場時は現在とキャラクター・デザインが多少異なっていた。表札には「次郎」と書かれているが、2人とも本名は不明。離れて住んでいるが、息子と孫がいる。
モデルが存在し、朝日文庫版33巻5ページ収録話に登場する老夫婦がそれにあたる。
おじいちゃん
声 - 不明→峰恵研（1985年 - 2002年2月）→伊井篤史（2002年2月 - 2013年10月27日）→高桑満（2013年12月15日 - ）
演 - ミッキー・カーチス
白い口ひげと腹部近くに達するほど長くて白いあごひげを蓄えている。
マスオと町内マラソン大会のための練習として行った早朝マラソンでは、マスオのペースに着いて行くほどの体力がある。
波平同様に女優の三枝三枝子のファンで、近所で出演映画の撮影が行われた時は撮影を見物しに行っていた。
新しいものや流行ものが好き。
好々爺としてタラちゃんなど磯野家の子どもからも慕われているが、昔はイタズラをしたサザエを容赦なく怒っていた。
おばあちゃん
声 - 不明→白川澄子（担当時期不明）（一時期、山本圭子）→山田礼子（不明 - 2024年12月29日）→真山亜子（2025年2月9日 - ）、不明 (1990年代役、「カツオ宅配情報」など)

梅酒など果実酒造りの名人。漬け物作りも得意。時々おじいちゃんが「果実酒研究コンサルタント」と呼ばないと返事をしない（原作、他の作品では別の老夫婦によるエピソードとして描かれている）。
上記の漬け物作りが得意なおかげで、テレビに出演した事もある。
2人のエピソード
2人が出会ったきっかけは、おばあちゃんが若い頃通っていた女学校の通学途中に「出会い橋」の上で草履の鼻緒が切れたのをおじいちゃんに繕ってもらったことから。当時、おばあちゃんは「ハイカラさん（西洋風でオシャレな女性を意味する）」と呼ばれ男子学生憧れの的であった。
御老人らしく常に早寝早起きであるが、ある日カツオが学校に行く時間になっても2人が起きている様子がなく静かだったために心配されたことがある。その時は、ただ単に深夜にテレビでやっていた昔の映画を見て、朝方に就寝したために早起きできなかっただけだった。
磯野家との関わり
磯野家の裏手に住んでいることもあり、上記の朝寝坊の話や先述（「フグ田タラオ」→「泥棒との対面エピソード」を参照）にもあるようにお互いの存在を気にかけるなど交流している。
常に騒々しい磯野家を「元気をもらっている」と好意的に受け止めており、カツオ・ワカメ・タラオを本当の孫のようにかわいがっている。
原作では、磯野家の洗濯物が飛ばされてきた時に二人して、遊びに来ているワカメを迷惑そうな目で見るエピソードがある（アニメではタラオに変更されている）。
その他
手回しの蓄音機を所持している。その蓋の裏には落語のSPレコードが入っていた。
1973年8月19日放送「まだまだ若い」では、磯野家の裏に老夫婦ではなく若い夫婦が住んでおり、赤ん坊と一緒に行水している場面が登場する。

### 三郎
（さぶろう）
声 - 二又一成（1985年7月7日 - ）
演 - 勝俣州和
三河屋酒店の御用聞き・配達員、青森県出身。アニメ・ドラマで登場。
人物
愛称は「サブちゃん」。年齢は19歳。
初登場は1985年7月7日放送「売り出しますわヨ」。三河屋で働いていた三平が結婚して地元山形へ帰郷したため、その後任として三河屋にやってきた従業員である。
登場当時はビジネスバイクで配達していたが、現在は原付三輪で登場。
サザエのことを「若奥さん」と呼び、波平のことは時間が経つにつれ「大旦那さん」と呼ぶように変化した。
人が好いため、磯野家から信頼され、よく頼まれ事をしている。カツオ達も世話になっており、磯野家とは家族ぐるみに近い待遇を受けている。町内の信頼を集めている好青年だが、やや気が弱い面もある。また職業柄、町内の情報に詳しい。
浮江に気があるらしく、エピソード「あこがれの浮江さん」の回では浮江のところへ来たテニス仲間をボーイフレンドと誤解し、磯野家への御用伺いを放棄してしまうほどショックを受けていた。
その他のエピソード
モデルが存在し、朝日文庫版35巻60ページ収録話に登場する御用聞きがそれにあたる。
高校時代、牧場でアルバイトをしていた。
小学生時代、クラスは3人しかおらず、その中で算数の成績はトップだった。また、小学校のある地域が過疎化し、廃校の危機に見舞われたことがある。
東京に来たばかりの頃は、宅配便が来るたびに伝票の匂い（古里の匂いがするらしい）を嗅いで涙したという。
子供の頃から時代劇向きの顔といわれているらしい。また、青森県に家族があり、家族構成は父（声 - 青森伸（2014年9月14日）→小形満（2015年10月25日））、母（声 - 水野ゆふ（2015年10月25日））、祖父、祖母（声 - 不明）
観月ありさ版のテレビドラマに登場した三郎は、その20年後を描いた「磯野家の人々」でも勝俣が演じている（観月ありさ版に登場したキャラクターの中で、20年後の人々を同一人物が演じたのは三郎のみ）。

## かもめ第三小学校
カツオやワカメ、およびその友人達が通う学校。「かもめ第三小学校」の学校名はアニメ版のもので、原作では「出小学校」「日の出小学校」「フジ小学校」「◯◯小学校」といった学校名が出たり、単に「小学校」とするなど統一されていない。
原作ではカツオやワカメの友人はモブキャラであり、統一された設定はない。後述のようにアニメ版では原作では一度のみしか登場していないキャラクターを基にしている場合もある。
カツオ、ワカメについては磯野カツオ、磯野ワカメの項目をそれぞれ参照。

### カツオのクラスメイト

#### 中島
（なかじま）
声 - 白川澄子（1972年8月27日 - 2015年11月29日）→  落合るみ（2015年12月13日 - ）、うえだ星子（2015年12月6日〈代役〉）
演 - 市川理矩→品川凛生→岡崎体育
中島によく似たカツオのクラスメイトの初登場は、脚本雪室俊一・演出高垣幸蔵の「みちゃったみちゃった」（作品No.6、1969年10月19日放送、声 - 浅井淑子）である。中島と名前は明かされていないが、この回は中島を考案した雪室が脚本を担当した最初の回である。しかし脚本雪室俊一・演出村山修の「ご先祖バンザイ」（作品No.59、1970年2月1日放送）にも、同じ顔の石田公一というクラスメイトが登場する。また、脚本辻真先・演出村山徹「先生走る12月」（作品No.30、1969年12月7日放送）にも若干ではあるが似た顔のクラスメイトが登場。ただし、服装が初登場時と同じであるため、同一人物でないとは言い難い。初期では本名が「中島タケシ」という設定であった。
カツオの一番の親友で、メガネをかけている（原作には中島によく似たカツオの同級生がいる）。
人物
極度の近眼で、本人によればメガネをはずすと「怖くて歩けない」くらい見えなくなる。
作中では、カツオなどクラスメイトの男子からは「中島」、マスオやサザエやクラスメイトの女子からは「中島君」と呼ばれている。
詳しい家族構成は不明だが、大学浪人中の兄（声 - ?→坂巻学）と、厳格な祖父（声 - ?→玉野井直樹）がいる。初期の頃は父親や母親の登場する話もあるが、2025年現在では両親が直接登場することはない。ただし、中島の台詞内で父親や母親について時折語られることから、両親は健在という設定の模様である。
カツオとのエピソード
時折、カツオとは些細なケンカをしては絶交したりお互いに対抗心を抱いたりもするが、すぐ仲直りしている。
わけあって女装した姿はかわいく、カツオも気になっていた。
カツオに対してはもっぱら「磯野」と呼び、磯野家に訪問した時は「磯野くんはいますか」と言う。1970年代初期のエピソードでは「カツオくん」とも言っていたことがある。
磯野家にタイ子が来ていると知ると遊びに来て照れながら「中島です」と自己紹介するなどタイ子に好意を持っている様子。イクラも中島に懐いている。またカツオ同様にかおりちゃんやウキエさんにも憧れている。
その他
モデルが存在し、朝日文庫版28巻21ページ収録話に登場するカツオの友人がそれにあたる。
磯野家とは異なり、家にはエアコンとゲーム機がある。
姓の「中島」は、脚本の雪室俊一が、かつて脚本を担当した『11PM』で、大橋巨泉バンドにいたピアニストの名前から名付けた。

#### 花沢花子
（はなざわ はなこ、アニメEDクレジットでは2013年3月までは「花沢」4月以降は「花子」と表記されている）
声 - 秋元千賀子（1971年3月7日 - 不明）→山本圭子（不明 - 2023年10月29日）→渡辺久美子（2023年11月12日 - ）、太田淑子（担当日不明〈代役〉）、一龍斎貞友（2015年1月4日〈代役〉）、伊倉一恵（2020年9月20日 - 2020年10月11日〈代役〉）
演 - 赤石那奈→松田杏咲→森矢カンナ
カツオの親友で花沢家の長女。初登場は1971年3月7日放送の作品No.223「成績こわい」。
2025年現在の花沢花子は一人っ子という設定であるが、1970年代には妹のゆきこが登場する回がある（1974年9月1日放映「ただいま仕立中」など）。
人物
ダミ声が特徴。中島くんと並んで登場回数が多い。
実家は不動産業「花沢不動産」を営んでおり、ときどき家業を手伝っている。勉強はあまり得意ではないが、家業柄、土地の面積を計算する問題には強い。
あまり細かいことは気にしない豪快な人柄。「アハハハ!!」と高笑いしながらカツオの背中を叩く場面がしばしば見られ、男子を上回る腕力を持っている。
初期は男子の（カツオの）悪ふざけや言動に厳しく、時には腕ずくで言うことを聞かせようとするなど、昭和の小学生にいた男勝りタイプの女子キャラだった。
豪快な性格の反面、家庭的な面があり、両親が多忙な時には、献立・買い物・料理を全て任されている。得意科目は体育と家庭科。カツオや中島くん、タラオが服を破いてしまった際に、たまたま居合わせた花子がほころびを繕う描写もある（「しょっちゅうスカートを破く」という理由で針と糸を携帯している）。
両親ともに登場しており、母はパーマのかかった黒髪ショートヘアでふくよかな体型である。
将来の夢は「カツオのお嫁さん」。カツオには好意を抱いており、将来は結婚すると一方的に決めている。カツオと結婚できなかったら女やもめになるとまで語っている。一人娘であるため将来は跡取り娘として家業を継ぐことになるが、結婚後の姓や店名にはこだわっていない。ある時にはマスオ夫婦の例を引き合いに出して「（磯野花子になって）磯野を名乗ったまま父ちゃんたちと一緒に住んで、花沢不動産を継ぐ」、またある時には「べつに花沢不動産でなくてもいいんです、磯野不動産でも」などと語っている。将来のために磯野家の味を覚えたいと言って、磯野家の漬け物やおはぎなどの作り方をフネから学ぼうとすることもたびたびある。「磯野クンのことなら何でも分かる」が口癖で、磯野家の親戚が静岡にあることまでしっかり把握している。自信満々でタマの性別をメスと間違えたこともあるが、カオリちゃんや早川さん曰く「花沢さんが間違えるくらいじゃ、私たちが知らなくても当然」。カツオと花子の関係はもはやクラス公認に近く、カオリちゃんはカツオを映画館に誘う前にまず花子に電話して「磯野くんを借りてもいい?」と確認したほどである。
父親（金太郎）も知恵に長けたカツオの能力を高く評価しており、跡継ぎになってもらいたいと考えている。カツオが結婚する夢を見たり願望を描いたりすると、大抵オチとして彼女が妻として出てきてしまう。
あわび第一小学校から現在のかもめ第三小学校へと転校してきた。
磯野家の反応
当のカツオは花子の容姿や言動などから手を焼いており、アプローチしてくる態度を取るや敬遠している。ただし、どこの大学にも入れなかったら花沢不動産で雇ってもらおうとも考えている。また、花子にボーイフレンドができて花沢不動産の跡継ぎが決まったという噂を聞いて狼狽するなど、いざ花子が自分から離れていくとなると気になって仕方がない様子である。トラブルが発生したときにまず第一に相談されるなど、カツオから頼りにされている様子も多く見られ、友達としては非常に良好な関係にある。
磯野家の人々がカツオと花子の関係を茶化すシーンもたびたび見られるが、これはたいてい冗談交じりのものである。しかしカツオ曰く「花沢さんのファン」であるワカメは、花子の義妹になってもいいと真剣に考えているふしがある。ワカメは花子を称賛したうえで「お姉さんになる人かもしれない」という理由で七五三の時の写真を花子の写真の隣に飾ってほしいと希望したこともある。また、タラオにもよく懐かれており、磯野家でカツオの未来の花嫁の話題が出るとタラオは必ずと言っていいほど「花沢さんがいいです」などと発言する。
カツオとは席が隣同士
きっかけは、偶然ではなくクラスの席替え時のカツオの勘違いによるもの。新学期に本来カツオが座るはずの席の隣で花沢が作業をしており、花沢の隣になるのが嫌だったカツオは2個前にある、憧れのカオリの隣の席に移った。しかし、カオリの席だと思っていたら実は花沢の席であったため、カツオの行動が裏目に出てしまった。
この席替えのエピソードは、花沢とカオリこそ登場しないが原作にも全く同じ話で存在しており、それをアニメに流用したものである。なお、1973年9月2日放映「きょうから二学期」では、花沢ではなく、後述する黒井ヒトミのエピソードとして描かれている。
その他
モデルが存在し、朝日文庫版44巻38ページ収録話（先に記述した席替えの話が描かれている）に登場するがたいのいい少女がそれにあたる。
姓の「花沢」は、脚本の雪室俊一が、雪室の妻と俳優花沢徳衛の娘が知り合いだったことから名付けた。
初期は自宅裏に路面電車（東京急行電鉄玉川線を描写したもの）が通っていた。
福島県に農場を経営する山谷という叔父がいる。

#### 大空カオリ
（おおぞら かおり、アニメ版の表記は「カオリ」、EDクレジットでは「かおり」と表記されている）
声 - 不明（1969年10月19日 - 不明）→桂玲子（不明 - 2025年5月18日）→小白川愛菜（2025年6月1日 - ）、野村道子（1972年10月15日、1975年4月13日、1975年4月27日、1975年5月11日）、川田妙子（1997年〈代役〉）
演 - 田辺桃子→吉岡千波→黒川智花、カツオの想像上の「大人になったカオリ」役（観月ありさ版）：平野綾
初登場は、雪室俊一脚本・高垣幸蔵演出の「みちゃったみちゃった」（作品No.6、1969年10月19日放送）。
モデルが存在し、朝日文庫版44巻38ページ収録話に登場する少女がそれにあたる。カツオと中島が想いを寄せている女の子。後頭部に結んでいる大きなリボンが特徴。カツオ達は「カオリちゃん」と呼ぶ。また、家はお金持ちである。
2025年現在のカオリの苗字は「大空」であるが、1973年12月16日放送「タラちゃん三重丸」での苗字は「南」、1974年11月17日放送「僕の履歴書」での苗字は「山田」となっていた。
カツオのアプローチに対しては「パパを説得して」と返し、カツオの頼り無さに憤慨するなど、まんざらでも無い様子（相思相愛な描写がある回もある）。
好きな男性のタイプは「理想を持つ男」。
リボンの色は回の中でもたびたび変わっており、幼少期を含め時々柄のついたもの（チェック柄や水玉模様など）を結んでいる。
母親（声 - 塚田恵美子→小林さやか）、父親（声 - 若本規夫）も登場している。父親はフランスパンが大好物である。
実写版では2011年のお正月スペシャルで初登場。

#### 早川
（はやかわ）
声 - 不明→桂玲子（1975年4月27日）→潘恵子→冨永みーな→川崎恵理子
演 - 柴田みなみ→松井玲奈
下の名前は不明。原作・アニメ双方に登場するが、造形は大分異なる。また、アニメでは、制作された年代によって顔が全く異なるのが特徴。
原作での登場はわずか1コマで、父親と歩いているときに「ハヤカワさん」とカツオに声をかけられたが無視して過ぎ去るという役割だった。それでカツオは屋台のジュースを飲みまくり、足元には次々と空き瓶が転がっていて、売り子に「ヤケ酒飲むタイプ」と言われた。『アニメサザエさん公式大図鑑 サザエでございま〜す!』126ページではこの話を引用して「カツオの同級生の中で唯一漫画に登場するキャラクター」と紹介されている。
アニメでは母親（声 - 日下由美〈2013年〉→小林さやか〈2014年5月18日〉→声なし〈2014年7月27日〉→弘中くみ子〈2015年2月8日〉→坂井恭子〈2018年6月10日、2019年2月3日、2019年2月10日〉）と父親（声なし〈2014年7月27日〉→田中秀幸〈2016年10月16日、2018年11月11日〉→坂巻学〈2019年10月20日〉、メガネをかけている）が登場している。また、パリ在住の叔母がいる。母親はカツオに勉強を教えたことがある。カツオによると「カオリちゃんに次いで好きだ」という。「かわいい（顔がいい）のがカオリちゃん、性格がいいのが早川さん」という比較がよくなされ、その時は面長で丸いダンゴ鼻で描かれている。また、カツオは現在カオリと早川のことを二人とも「好きな女の子」だと語っている。
日曜日には教会の礼拝に通っている。
好きな男性のタイプは「現実を持つ男」。
カツオに対して、たまに怒る時がある。
カエルが大好き。カツオが飼おうとしていたカエルを家族から反対された時、早川は大喜びしながら預かり、小林一茶の俳句にちなんで「一茶」と名付けてかわいがっていた。早川の家はカツオの机から向かって左にある。好きな野球選手の名前は「黒沢」。
早川駅に来た事もある。
ワカメの同級生、堀川くんと親戚。

#### 橋本とおる
（はしもと とおる）
声 - 不明（1970年2月1日 - 不明）→山田礼子（不明 - 2024年12月29日）→真山亜子（2025年2月9日 - ）
長い顔をしているカツオの親友。アニメのみ登場。中島らと比べ登場回数は少ない。団地（1985年8月11日放送「妹思い兄思い」（作品No.2456）では一軒家らしき所）に住んでおり、妹がいる。塾に通っている。
カツオ、中島と共に人助けをして表彰してもらうため「お手柄3人組」として行動したことがある。

#### 西原卓磨
（にしはら たくま）
声 - 三輪勝恵（1972年10月1日 - 不明）→塚田恵美子（不明 - 2013年12月1日）→小林さやか（2014年4月27日- ）
メガネをかけていて、クラスで一番頭がいいカツオの親友。アニメのみ登場。彼も1990年代に入り登場回数が大きく減っている。
初期は「西原ススム」や「西原マコト」という名前であった。
家は金持ちだが、一度も金持ちであることを自慢したことはない。自分のパソコンを持ち使いこなしている。野球が苦手らしい。
母親（声 - 山田礼子→冨永みーな）と父親（声 - 若本規夫）が登場している。両親もメガネをかけており、父親はカツラをつけている。

#### 黒井ヒトミ
（くろい ヒトミ）
声 - 不明
1973年9月2日放送の「きょうから二学期」において、カツオ達のクラスに転校する形で初登場した人物で、花沢花子の上位互換的な存在である。翌年頃まで時々登場していた。

#### 石田公一
（いした こういち）
脚本雪室俊一・演出村山修の「ご先祖バンザイ」（作品No.59、1970年2月1日放送）に登場した中島に姿が似ているカツオのクラスメイト。顔は「みちゃったみちゃった」（作品No.6、1969年10月19日放送）に登場する中島似のクラスメイトと同じであるが、声は違う。また、役名がある。母親（声 - 不明）も登場した。

### ワカメの友達・クラスメイトなど

#### 堀川
（ほりかわ）
声 - 白川澄子（1971年7月11日 - 不明）→（担当声優、時期共に不明）→塚田恵美子（不明 - 2013年12月1日）→小林さやか（2014年1月5日 - ）
穏やかな性格の少年。アニメ版のみの登場。家族は両親のみ。母親（声 - 川崎恵理子）が登場している。No.768「もうすぐ二学期」（1974年8月25日放送）によると、下の名前はショウタとなっていたが、現在は設定されていない。
初登場は、No.214「Oh! バレンタイン」（1971年2月14日放送）。ただし、初登場時は現在とキャラクター・デザインが異なっていた。その後、作品No.280「あ〜んと拝見」（1971年7月11日放送）において、キャラクターが現在に近いものになり（いずれの回も雪室俊一が脚本を担当している)、何度かデザイン変更を経て、作品No.743「尊敬しません」（1974年6月23日放送）において、現行のデザインとなった。
密かにワカメに想いを寄せているようである。基本的に心優しいのだが、他意はないものの発想がズレており、割と腹黒い一面も持っている。
ポニーとの別れが辛く泣き出しそうなワカメにハンカチを貸そうとしたこともある。家族旅行に行く時、貯金箱をワカメに預けた。夜中に自宅近くでパトカーのサイレンがしたため、ワカメに貯金箱の安否を電話した（貯金箱の中身は百円玉3枚と「大吉」のおみくじだった）。お祖父ちゃんが趣味で手作りしている味噌は絶品で大好評だった。
将来の夢を作文に書いた時、堀川は「お笑い芸人（漫才師）」と書き、「相手は誰」と先生に聞かれて「ワカメちゃん」と答えたため、彼女を怒らせた。堀川はあとで「ワカメちゃんのお兄さん（カツオのこと）」と言おうとしたが、みんなに笑われたため続きが言えなかったという。
金魚を飼っている。
福引きで使う抽選器が苦手（幼稚園のときに触ろうとして穴に指を入れてしまい抜けなくなり、救急車に乗せられかけたから）。犬も苦手。
本人曰く、記憶力が悪い。
塀のシミ（実は西原の書いた落書き）にヘイキチという名前をつけ弟と呼んだことがある。いつもは作文は原稿用紙一枚も書かないが、弟のことで3枚も書いていた。
田舎のお祖母ちゃんの近所の養鶏場からもらったひよこに「わかめ（ワカメと異なりひらがな）」と名付けたことがある（当初はメスなのでワカメからとって名付けたが、後日性別がオスとわかり「堀川二世」に改名した）。
カツオを尾行して磯野家に不法侵入して家の中を覗いたり、磯野家の床下でオタマジャクシを勝手に育てていたことが発覚し注意された際には、「ごめん、今度は見つからないようにするよ」と非常識極まりない返答をしている。
カツオの作ったゴミ箱が校長室にあるという噂を聞きつけ毎日ゴミを捨てに来るようになり校長先生から「また君か。きみの家にはゴミ箱がないのかね？」と言われるが何度も捨てに来るほどである。1回目にゴミを捨てに来た時に、カツオと仲が良いのかを聞かれた時に「ワカメちゃんより親しいです」と発言しており妹よりも兄と親しい他人であると自負していた。
上記のように、空気を読まない発言や常軌を逸した奇行が目立つため、視聴者からはサイコパス的な評価を下される事もしばしばある。
「堀川」という苗字の由来は脚本を手掛ける雪室俊一が、自身の高校時代の同級生の名前から名付けた。

#### 飯田
（いいだ）
声 - 三輪勝恵（1976年5月2日）
「ワカメの見栄」（作品No.1017、脚本:雪室俊一、演出:村山徹）に登場したワカメの隣のクラスに在籍する友人。温厚な性格。望遠鏡を持っている。ワカメは、家の前で作業する波平を見られる決まり悪さから、つい初代伊佐坂家の邸宅を自分の家と見栄を張ってしまうが、彼から家に泊まりたいと言われる。

#### 塩田スズコ
（しおた すずこ）
声 - 桂玲子（不明 - 2022年4月10日）→北原沙弥香（2022年6月19日 - ）
ワカメの友人。愛称は「スズコちゃん」。アニメ版のみ登場。1990年代以降、登場回数は比較的多い。
左右に1本ずつ長く伸ばした毛にそれぞれリボンをつけている。家族は両親と赤ちゃん（性別不明）がおり、小学5年か6年生に兄もいる。スポーツ万能で成績もいいらしい（作品No.3671「やっぱりお兄ちゃん」冒頭に登場）。

#### 大島みゆき
（おおしま みゆき）
声 - 桂玲子→冨永みーな→川崎恵理子（不明 - 2020年6月7日）→平井祥恵（2020年7月5日 - ）
ワカメの友人。苗字は大島。1990年代以降比較的出番が多い。また、母親も登場している（声 - 平井祥恵〈2019年10月20日〉
畑中ちさと作「ソレントの星」という少女漫画が好きで、波平と一緒にサイン会に行ったこともある。

### カツオ・ワカメのクラスメイト以外の同級生
星宮（ほしみや）
声 - 平井祥恵
「カツオ、ライバル現る!」（作品No.8840、2024年12月1日放送）から登場した、カツオのクラスの隣りに転校してきた男子。星宮は新キャラであり、サザエさんに新キャラが登場するのは39年ぶりである。一人称は、カツオと同じく「僕」であり、カツオの事は「磯野君」と呼ぶ。下の名前は不明。茶髪で、前髪がツンツンした癖っ毛が特徴。勉強が出来て足が速く、スポーツも得意だがその事を鼻に掛けない性格。初登場時は、走り幅跳びでカツオの記録を抜く強者として登場した。誰にでも親切で紳士的であり、サザエの買い物の荷物を持つのを手伝ったりするので、カツオ以外のサザエを始めとする「磯野家」の人々からも「良い子」だと良く評価されてる。そのため、かおりや早川からは「笑顔がとってもステキ」「星から来た王子様みたい」とも呼ばれていた。女の子にモテる。その一方で負けず嫌いな所もあり、通学路でカツオと初めてバッタリ出会った時はお互い名前を知らなかったのにどちらが先に校門に着けるかの競争になった。カツオ達との野球の試合ではピッチャーも務めた。しかし、実はサザエと同じく「うっかり者でおっちょこちょい」な性格でもあり、「今週で3回も忘れ物した」事で職員室へ呼ばれてしまったり、学校に到着した瞬間に体操服を家に忘れたと知り、大急ぎで取りに帰った事もある。カツオは、そんな星宮を見て「姉に似ている」と思うと、彼を他人とは思えなくなった。
その後、再登場を果たした時には、カツオ達とサッカーをして見事にシュートを決めた。その後、カツオ達4人は今度こそ星宮に負けないようにとサッカーの練習に励む。今回もカオリ、早川を始めとする女の子達に人気があり、スポーツも得意なのでカツオは悔しく思う。しかし、実は星宮は「方向音痴」だということが判明した。まだ この町に来て間もないので 覚えるのに苦労していて、カオリと早川に「文房具屋」まで、ワカメに「パン屋」まで案内してもらったり、花子に「町の案内」をしてもらっていた。また、今回も通学路でカツオと偶然バッタリ会って校門まで競争する場面があるが、勝負中に女の子に話しかけられてしまい勝負は中断となった。星宮本人曰く「女の子の友達は みんなガールフレンド」だという認識であり、花子を「カツオのガールフレンド」と言って「僕もあんなガールフレンドが欲しいよ」と言いながら、カツオの事を羨ましいと思っていた。

### 教職員
カツオの担任（女性）
声 - 沼波輝枝（1969年10月12日）
「ちょっとひとこと多かった!!」（作品No.3、1969年10月12日放送）、「男と男が生きる家」（作品No.35、1969年12月28日放送）に登場したカツオの担任（女性）または音楽教師。カツオの発言から既婚者であることがうえる。
体育の先生
声 - 不明（1969年10月12日）
「ちょっとひとこと多かった!!」（作品No.3、1969年10月12日放送）にうかが場した体育教師。カツオに拳骨を食らわせた。
カツオの担任（男性）
声 - 大竹宏（1969年12月7日）→不明（不明 - ）→肝付兼太（1971年5月16日）→不明（不明 - ）→峰恵研（不明 - ）→不明（2002年2月 - ）→沢木郁也（2002年4月 - ）、はせさん治（代役）
初登場は「先生走る12月」（作品No.30、1969年12月7日放送）。初登場時の姿は現在とは大きく異なる。なお、現在の姿で初登場したのはNo.155「カツオの修学旅行」（1970年9月27日放送）。
既婚者であり、妻（声 - 不明）の初登場も「先生走る12月」（作品No.0030、1969年12月7日放送）である。また、このとき妻は赤子を背負っている。
かもめ第三小学校の教師。カツオのクラス・5年3組の担任。本名は非公表。アニメのみ登場。
中年の男性。現在に至るまで厳格で頑固、古風な教師として設定されており、本を開いたような髪型が特徴。カツオ達を名字の呼び捨てで呼んでいる。一人称は「私」である。
居眠りやよそ見をしているカツオを叱る厳しい一面と、生徒思いの面もある先生。頭も思考も柔らかく、カツオにいたずらされても同じいたずらをし返すといったしゃれたユニークな面もある（これは、先生自体は別人だがネタは原作にも存在する）。
本人曰く、子供の頃は カツオに負けない程の「いたずら小僧」だった。
たまに遅刻してしまう事もある。
アニメ版の表記は「担任」、2013年3月までのEDクレジットでは「先生（五年三組）」と表記されていた。しかし、現在も回によってクレジット表記が異なることがある。
ワカメの担任
声 - 不明→二又一成→竹村拓→坂巻学（2018年4月15日 - ）
初登場は「とんだ参観日!!」（作品No.24、1969年12月7日放送）。カツオの担任（男性）と同様に、初登場時の姿は現在とは違う。
若い男性の先生で、アニメのみ登場。出番は少ない。ワカメの呼び方は、2016年の放送では時代の変化に伴い「磯野」と呼び捨てから「磯野さん」とさん付けに変わったが、2020年の放送よりまた呼び捨てに戻っている。一人称は「僕」。
ワカメに間違って「校長先生」と呼ばれた事もある。
校長先生
声 - 不明→岩田安生→中村浩太郎→玉野井直樹（2021年9月5日、2025年3月9日）
いつも糸目で眼鏡を掛けている。全生徒に目をかけている だけでなく、その家族にも親しく接するなど、人望を集めている。裏のお爺ちゃんからの感謝の電話を受けて、カツオの善行を朝礼で発表した。
女の教頭先生
声 - 山田礼子
サザエを独身と思い、息子の嫁にしようとした。

## タラオの友人など

### リカ
声 - 桂玲子（不明 - 2025年5月4日）→北原沙弥香（2025年6月22日 - ）、川田妙子（1997年〈代役〉）
タラオの幼馴染でガールフレンドのような存在。アニメのみ登場で、初登場はNo.277「あ〜んと拝見」（1971年7月11日放送）。前述するカオリちゃんと同じく後頭部に大きなリボンを結んでいるが、こちらはポニーテールにしている。
リカの苗字に関して、1971年12月26日放映の「タラちゃん定期券」では、「山本」となっているが、1980年2月24日放映の「のん気なマスオさん」では「野沢」となっており、設定が一定しない。
1970年代中期にはすでにレギュラー出演している。
リボンの色や柄はカオリちゃん同様、回ごとに変わっている。
人物
愛称は「リカちゃん」。5歳くらいの幼稚園児。
タラちゃんより年上なこともあり、幼いタラちゃんの間違った言動をバカにして笑うような一面もある。
リカと一緒に劇に出て田舎のねずみをやることになっていたたかゆき（表記は定かではない）がやる気がなかったため、タラオを練習相手にしていた。幼稚園に通っていないがすっかりセリフを覚えたタラオを先生に頼んで劇に出してもらおうとする健気なところもある。
些細なことで自分の母親とケンカして、幼稚園バッグとオモチャを持って磯野家に家出しに行ったがサザエに「一人だけで食事したことあるかしら?このままじゃママがさびしがり兼ねないわ」と言い聞かされて、自分の誤りに気づいたリカは夕食の支度のときに家出を中止を決意したことがある。
苦手な食べ物はピーマンで、頑なに「絶対に食べない」と言う程であった。ある日、リカ宅で昼食を食べたタラオが、リカのピーマン残しを指摘すると「好き嫌いがある方が格好いいのよ」と言い、夕飯にタラオがピーマンを残したが、「好き嫌いがある方が格好いいとリカちゃんが言っていた」と言うと、マスオに「何でも食べられる方が格好いいんだよ」と諭されて素直に食べた。サザエがピーマンの鉢を一鉢貰ったのを育ててみれば食べる気なになるんじゃないかとリカに譲る。懸命に育てて立派に実る。実ったピーマンを磯野家に持って来たのでサザエがピーマンの肉詰めを作ったが、食べたがらないリカに対してサザエが「リカちゃんの食べちゃうわよ」と言い、「リカが食べる」と言って食べたら美味しかった。食べてみたら美味しかったパターンの嫌いな食材克服である。
カツオの事を実の兄のように慕って、カツオを「カツオお兄さま」と呼んでカツオを夕飯に招待したり、カツオに手紙を書いて文通の約束をして数日間だけ文通をした事もある。
リカのママについて
彼女が登場する時には、大抵彼女の母親（声 - 冨永みーな → 川崎恵理子 → 平井祥恵）も登場する。
体型は18歳から変わっていないものの、シェイプアップが欠かせない。また、フネやお軽のように着物に割烹着のスタイルであり、同年代とみられるサザエと比べて珍しい。お菓子作りが得意で、タラオに手作りのクッキーを ご馳走する事もある。
なお、初登場時は外見が異なっていた。1974年の再登場で現在の外見となった。
リカのパパについて
容姿は不明だが、リカのパパの事が語られる放送回もある。現役のサラリーマンとして働いている。

### タケオ
声 - 白川澄子（不明）→山田礼子（不明 - 2019年9月22日）→三日尻望（2020年11月8日 - ）、川崎恵理子（代役）、冨永みーな（代役）
タラオの友人で、年齢は5歳くらい。アニメのみに登場。幼稚園や保育園に通っているシーンはない。
タラオをバカにしたりいじめたりすることで登場するが、基本的に仲は良い。
- タラオが警官と歩いているところを見て「迷子になった」と言ったが、タラオが否定したため仲間2人と一緒に踊りながら「うそつきタラオ」とはやした[622]。
- タラオが着ていた服と河川敷の畑にあったカカシの服と同じ模様だったため、タラオに「カカシ」と仲間と一緒に踊りながらはやし立てた[623]。
- 公園に置いてあったタラオの三輪車を持っていこうとしてタラオにとめられたが、「ちゅーしゃいはん（駐車違反）」と書かれた赤い紙を見せて三輪車を取り上げた。タケオが持ち去った三輪車はたくさんあり、その中にはかつてワカメが使っていたのもあった[624]。

ほかにタケオ自身が登場しなくてもタラオが「タケオにいじめられた」と泣きながら帰宅したこともあった。しかし、タラオに都合の悪いところを見られると彼に対する態度が一転弱々しくなる。大型犬に追われて電柱に登っていたのをタラオに見られて、後でペロペロキャンディを渡しながら「俺がセミになっていたのを誰かに言ったか」とタラオに聞いたことがある。他にも同じようなことがあり木につかまって助けを求めていたところをタラオに助けられ、後でそのことをリカをいじめないことを条件に口止めした。
アニメにおいてタケオ以外の登場人物が「タラオ」と呼び捨てにする呼称を用いることはまれである。また、少しおおらかな母親（声 - 山本圭子→川崎恵理子）が登場している（父親は登場していない）。仲間2人のうち一人はシゲル（声 - 小林さやか）という。
忍者向きの顔と言われたことがある。
注射が嫌いで、母親から逃げまくり磯野家に隠れたが、サザエに見つかり磯野家から逃げ出そうとしたが、「お母さんが迎えに来るまで待っていなさい」と彼女に靴を取り上げられて、母親に連れ帰られたことがある。また同じ放送でカツオがタラオに「これからはタケオくんにいじめられないと思うよ」と言う場面もあり、以降は出演回数が大きく減っている。
似たキャラクターが古い作品に登場しており、こちらは三歳である。

## マスオの仕事関連
マスオの勤務している会社（原作での社名は不明、アニメ版では「海山商事」）の同僚などを記載している。

### 穴子
（あなご）
声 - 立壁和也（1971年2月7日 - 不明）→若本規夫（不明 - ）
演 - 武蔵→小手伸也
マスオの同僚で親友兼悪友である。アニメ版とテレビドラマ版のみ登場（原作にも似た造形のキャラクターは登場する）。
マスオによると年齢は27歳だが、やや老け顔で個性的な顔付きをしている。
マスオは「穴子くん」と呼ぶ。磯野家・波野家・フグ田家とは血縁関係がないにもかかわらず、海産物関係の名前を冠する数少ないネーミングである。
マスオには亭主関白を装うが、実際は尻に敷かれており、いわゆる恐妻家である。抜け目無い点もあって、妻を騙すようなことをしては、結局ばれて叱られるようなことを懲りずに何度もしている。しかも、たいていマスオを巻き込む。妻の缶型500円玉用貯金箱から全額抜き取って、ゲームセンターのメダルにすり替えてマスオと一緒にパブで豪遊したが、結局足がついて叱られた。また、出店の千円単位の安物のバッグを一流デパートで手に入れた包み紙で包装して、あたかもそこで手に入れたかのように妻にプレゼントしてその見返りにいたわってもらえたが、ある日会社でデスクに保管した包み紙の山を後輩に露知らずで穴子宅に発送されて、結局妻に叱られた。妻同士も夫の行動を電話で報告し合う等交流がある。
毎日産みたての卵を食べたい為に「ニワトリを飼う」事を提案した時には、妻のタカコも乗り気で軍資金を穴子に渡す。しかし、結局ニワトリはまだ買っていない上に 軍資金は飲み代に使った事を白状させられて、穴子はタカコにニワトリ小屋に閉じ込められてしまった。
穴子タカコ
声 - 塚田恵美子 →山本圭子（不明 - 2021年11月21日）→落合るみ（2022年5月15日 - ）
演 - 北斗晶
穴子の妻で、群馬県出身。
夫に厳しく、あれこれねだるために穴子の小遣いは減る一方である。穴子が年末にスナックなどをハシゴしている途中、警官から職務質問を受けた際、偶然居合わせた妻も一緒に穴子に質問するなど徹底している。
なお、かつては奥さんの出番は少なく、以前ワンカットのみ登場した際にはわざわざ「穴子夫人」と注釈付きであった。2007年に「穴子夫人」がメインとなる話が放送された（このとき、妻の趣味はエステやネイルサロンなどであることが判明している）他、同一のキャラクター・声で何度か登場している。
夫よりマスオへの信頼が厚い。
その他
原作には登場しないがモデルが存在し、朝日文庫版28巻96ページ収録話に登場するマスオの同僚がそれにあたる。ただし、容姿は大幅に異なっており、現行の容姿のモデルは1970年7月19日放送「あったぞ!民宿」に登場した観光会社の店員である。
1973年8月12日放送「わが家の昆虫記」では、穴子が子供3人を連れてプールへ行くシーンが登場するが、2022年現在では、穴子家に子供はいない設定となっている。
穴子が、タカコに許可を得ずに知人からトイプードルの赤ちゃんを貰う約束をして、「パトラ」という名前も既に考えていたが、最終的に「専務が孫娘にプレゼントしたい」とのことで専務が譲り受ける事になり、穴子の「愛犬と過ごしたい」夢は叶わなかった事もある。
穴子は、ジャンケンは最初に必ずチョキを出してしまう癖があるが、本人は気づいていない。
穴子が珍しく運が良く、宝くじで1万円当てた事もある。
JAマイカーローンのCMではマスオとともに出演している。
2010年にはフジテレビのイベント『お台場合衆国』での『めちゃ×2イケてるッ!』の番組ブースに穴子の着ぐるみと海山商事を模したセットが展示され、『めちゃイケ』の番組内でも着ぐるみの動きに若本が声をあててイベントの宣伝を行っていた。

## その他

### 27時間テレビスペシャル
『FNS27時間テレビ』（2009年・2010年は26時間テレビ）放送時の『サザエさん』に声優として登場する。一時中断したが2008年以降毎年総合司会者（2010年・2017年は除く）が登場し、中居正広・ナインティナイン・明石家さんま・島田紳助・タモリ・SMAPなどが担当した。
演じる本人をモデルにしたキャラクターとして登場するが、役名に関しては本人そのままの場合と、そうでない場合が混在している。
登場人物によっては出演放送回のオープニングに先行登場する場合がある。
以下はモデルとなった芸能人ごとに記載。役名や設定が異なる場合も、全て声はモデルとなった本人が担当している。
中居正広（当時SMAP）
大河原タツヒコ
1998年のFNS27時間テレビ「歓迎!とび入り家族」（作品No.4550）で登場した海平の知り合いの男性。プロダクションのオーディションを受けるために東京の予備校の夏期講習に通うという名目で磯野家で下宿を始める。
十文字
1999年のFNS27時間テレビ「SOS!ウェディングベル」（作品No.4700）で登場した獣医。
ナカイ
2000年のFNS27時間テレビ「星空の下のナカイくん」（作品No.4845）で登場した出版社編集者。
中居
2004年のFNS27時間テレビ「わが家のアイドル」（作品No.5456）で登場した新設の動物病院の院長。風邪をひいたタマの診察をする。
中居正広（本人役）
2011年のFNS27時間テレビ「カツオ明日のスター」（作品No.6503、6504）で登場した俳優。自身が出演するドラマの子役オーディションを開催する。
2015年のFNS27時間テレビでは「本気で挑戦!」（作品No.7323）に再登場し、ホンキーダンス選手権に出場するワカメのことをナインティナインの二人と共に取材しに磯野家へ来た。その後、選手権の司会も務める。
マサヒロ
2014年のFNS27時間テレビ「笑顔のレシピ」（作品No.7148）に登場したシェフ。タクヤやゴロウ、ツヨシやシンゴと共にキッチンカーで全国を回っていたが、サザエ達をお昼に招待した時には和食を作り、他の4人との料理対決の際には天ぷらを作った。

岡村隆史（ナインティナイン）
岡村
2004年のFNS27時間テレビで登場した新設の動物病院の獣医。中居と同様にタマの診察を担当する。
岡村隆史（本人役）
2011年のFNS27時間テレビで登場した俳優。子役オーディションに参加していたカツオの付き添いで来ていたサザエが中居を追って局内を迷っていた中でベンチで矢部と一緒に休憩している場面に遭遇し、スタッフと勘違いした彼女から差し入れ用のおはぎを貰う。その後はおはぎのお重を返しに磯野家を訪ね、サザエを中居や矢部と共に出演している生放送番組に招待した。
2015年のFNS27時間テレビで再登場し、ホンキーダンス選手権の司会を中居と共に務める。

矢部浩之（ナインティナイン）
矢部
2004年のFNS27時間テレビで登場したペット探偵。動物病院から逃げ出したタマを岡村と捜索する。
矢部浩之（本人役）
2011年のFNS27時間テレビで登場した俳優。岡村と同様にサザエからスタッフだと勘違いされ、差し入れ用のおはぎを貰う。
2015年のFNS27時間テレビで再登場し、中居や岡村と共に磯野家に取材をしに行き、ホンキーダンス選手権の司会も務める。
明石家さんま
さんま
2008年のFNS27時間テレビ「笑いの主」（作品No.6054）で登場したあさひが丘商店街の鮮魚店を営んでいる主人夫婦の親戚のお兄さん。家業が鮮魚店であるために親戚の手伝いに来ており、巧みな話術で人気者になる。

島田紳助
「民宿しま田」の主人
2009年のFNS26時間テレビ「温泉宿は花ざかり」（作品No.6204、6205）で登場した磯野家が旅行に出掛けた際に泊まった「民宿しま田」の主人。牛を飼っており、磯野家が泊まりに来た時は牛のお産が理由で休みにしていたが、親戚（ノリスケが磯野家の為に予約したが、満室でキャンセル待ちをして結局キャンセルが出ず予約が取れなかった宿の若女将）から事情を聞いたことで、一度は休みを理由に断るも、また元来た道を歩く事にしんどさを漏らしたカツオ達を見て「山道、子供達歩かせたら可哀想」と食事は出せないが部屋はあると言って磯野家を泊める。その後、牛のお産の際にはサザエの協力もあって無事に牛の子供が生まれ、その仔牛を「サザエ」と命名した。無愛想な人物。

上地雄輔
上地
2010年のFNS26時間テレビ（2010年7月25日）「七人のちゃぶ台」（作品No.6359）で例年の総合司会者に代わって登場したノリスケの勤務する出版社の新人社員。カツオが6年生と夏休みの空き地使用権を掛けて野球の試合をしていた際に彼が困っていたところに現れてカツオ達のピンチを救った。

つるの剛士
つるの
上地と同様にFNS26時間テレビで放送された「七人のちゃぶ台」に登場したマスオが勤務する海山商事の取引先の社員。4人いる子供のうちで三人の子供を連れて磯野家に遊びに来る。

三中元克
三中
2011年のFNS27時間テレビで登場したカツオと同じドラマの子役オーディションに参加していた男の子。ドラマの子役オーディションで合格する。

タモリ
海の家の主人（モリタさん）
2012年のFNS27時間テレビ「磯野家海へ行く」（作品No.6653、6654）で登場した磯野家が家族で行った海水浴場にある海の家の主人。釣り針にビール瓶を引っ掛けて海の中に入れて冷やしていたが、釣りをしていると思って話し掛けてきた波平の前でビールを釣り上げて驚愕させた。
エンディングのクレジットではタモリの本名である「森田一義」名義で表記されている。

ベッキー、ローラ、指原莉乃
海水浴客
海の家の主人として出たタモリと同様に2012年のFNS27時間テレビで登場したOL。海水浴客としてタラオの前にあった砂のお城をタラオが作ったと思って話し掛けて来る。その後、タラオにジュースを買ってあげた。

柳原可奈子、渡辺直美
地引き網客
海の家の主人として出たタモリと同様に2012年のFNS27時間テレビで登場した地引き網に参加していた女性客。海の家の主人に網を引くのが早いと指摘される。

森三中（黒沢かずこ、村上知子、大島美幸）
かずこ、知子、美幸
2013年のFNS27時間テレビ内で放送された「姉さんヤワラの道」（作品No.6990）で登場したサザエが通った柔道場の三人娘。

小出恵介
恵介
かずこのお見合い相手。お見合い中にかずこに投げ飛ばされたが、後に道場に来て彼女に告白し、結婚した。

木村拓哉（当時SMAP）
タクヤ
2014年のFNS27時間テレビで登場したシェフ。磯野家の台所を借りた際に包丁で人参をウサギの形に切ってワカメとタラオに腕前を見せた。その後、サザエ達をお昼に招待した時にはイタリアンを作り、他の4人との料理対決の際にはパスタを作った。

稲垣吾郎（当時SMAP）
ゴロウ
2014年のFNS27時間テレビで登場したシェフ。波平とマスオにワインの飲み方をレクチャーした。その後、サザエ達をお昼に招待した時にはフレンチを作り、他の4人との料理対決の際にはタンシチューを作った。

草彅剛（当時SMAP）
ツヨシ
2014年のFNS27時間テレビで登場したシェフ。ジャガイモの仕入れを忘れてスーパーに買い出しに行った所にサザエと出会った。その後、サザエ達をお昼に招待した時にはビビンバを作り、他の4人との料理対決の際には特製だれを使った料理を作った。

香取慎吾（当時SMAP）
シンゴ
2014年のFNS27時間テレビで登場したシェフ。ジャガイモの仕入れを忘れたツヨシと共に買い出しに行ったが、後に磯野家と別れた朝に寝坊して他の4人に置いてけぼりを食らい、必死で車を追いかけた。その後、サザエ達をお昼に招待した時にはデザートを作り、他の4人との料理対決の際にはフルーツタルトを作った。

江頭2:50
江頭
2015年のFNS27時間テレビにて登場した芸人。ホンキーダンス選手権の本番前のワカメと会って緊張していたワカメ達を励ました。その後、ゲストとして表彰式の舞台へ上がった時にインタビューされたワカメに、自分達を励ましたことを話されて照れる。

内村光良
ウッチャン（本人役）
2016年のFNS27時間テレビ「磯野家スカッと大作戦」の冒頭で登場した男性。公園の水飲み場に座っていたエリカに怒鳴られる形で追い返され、水分補給をし損ねたことで「水、飲みたかったなぁ〜」と残念そうに呟く。

菜々緒
エリカ
2016年のFNS27時間テレビ「磯野家スカッと大作戦」の冒頭で登場した女性。公園の水飲み場を椅子だと勘違いして座っていたが、ウッチャンを怒鳴る形で追い返した後はすぐにその事に気付いて恥ずかしがる。

木下ほうか
イヤミ課長・馬場智明
2016年のFNS27時間テレビ「磯野家スカッと大作戦」にて登場した男性。両腕を広げる論破ポーズを論破の締めにしており、得意の持論で論破を繰り返している。中島らと空き地で野球の打球で仮家のガラスを割られてしまい、ボールを返そうとしたカツオにボールを返す条件として空き地での野球禁止を論破し、更には駅のホームでゴルフショットのまねをしたのを注意した波平に対してゴルフスイングを徹底的に教えた上で電車に乗り遅れさせることで自分だけ電車に乗るという形で論破するが、魚屋でサザエに持論の論破の弱点を言い返される。その後、懲りずに今度は仮家に侵入してきたタマを自分の飼い猫にしようとしたが、返して貰おうと乗り込んだタラオの純粋な行動とタマの余りのしつこさに心が折れて結局はタマを返した。その後はリフォーム時の仮家として一時住んでいたことや引越屋にも論破を繰り返していたことが判明し、最終的には遠くへ引っ越して行った。

山村紅葉
迷惑おばさんA
2016年のFNS27時間テレビ「磯野家スカッと大作戦」にて登場した女性。迷惑おばさんBと共にスーパーの試食コーナーに現れ、美食家を気取ってケーキを試食し、更には最後の1個を取ろうとしたイクラの分を奪ったが、その事でイクラに泣かれてしまい、結局は困惑しながらその場を去っていった。

夏川加奈子
迷惑おばさんB
2016年のFNS27時間テレビ「磯野家スカッと大作戦」にて登場した女性。迷惑おばさんAと共にスーパーの試食コーナーに現れてケーキを試食したが、イクラに泣かれた後はその場を去っていった。

宍戸美和公
眼鏡のおばさん
2016年のFNS27時間テレビ「磯野家スカッと大作戦」にて登場した女性。打球によって引っ越してきたばかりの家（前述の馬場部長の仮家）のガラスを割られてしまい、サザエや野球をしていたカツオらに割ったガラス1枚つき税込1万円の弁償を要求する。

村上信五
村上
2018年のFNS27時間テレビにて登場した男性。味噌や味噌汁に対する知識はかなり豊富で、一度語り出すと止まらなくなる癖がある。また、普段は実家の味噌屋を手伝っており、たまに店以外での街頭販売も行っている。たまたま酔って歩いていたマスオや波平と出会い、彼らに味噌を勧めて買ってもらうが、その際にマスオが財布を落とした事に気付き、翌日届けに来る。その後、話を聞いて店に来たサザエ達におススメの味噌を紹介したり、サザエのアイディアで全国の味噌汁を提供するお店「全国味噌汁紀行」を開店させてサザエ達や訪れたお客達に全国の味噌汁を振る舞う。

ノブ（千鳥）
ノブ（本人役）
2023年のFNS27時間テレビに登場した男性芸人。腕相撲大会で試合をしているサザエを大悟と見物しており、サザエに「気合のクセがすごいんじゃ」「喜び方のクセもすごい」と突っ込む。また、最後に「カラダぐぅ～」とうたったほいにも「カラダぐぅ？」と突っ込む。

大悟（千鳥）
大悟（本人役）
2023年のFNS27時間テレビに登場した男性芸人。腕相撲大会で試合をしているサザエをノブと見物しており、サザエに「あの姉ちゃんすごいなあ」「ゴリラみたいや」と突っ込む。

山内健司（かまいたち）
山内健司（本人役）
2023年のFNS27時間テレビに登場した男性芸人。花沢不動産で腕相撲の練習をしている様子を濱家と見物しており、応援のあまり息するのを忘れてしまい、道に倒れこんでしまう。

濱家隆一（かまいたち）
濱家隆一（本人役）
2023年のFNS27時間テレビに登場した男性芸人。花沢不動産で腕相撲の練習をしている様子を山内と見物しており、息をし忘れた山内に「やりすぎやって」と突っ込む。

ユースケ（ダイアン）
ユースケ（本人役）
2023年のFNS27時間テレビに登場した男性芸人。マスオと腕相撲の試合をするが、マスオに敗北してしまう。また、ユースケ本人の見た目に波平やカツオは「いきなり強そうな相手だな」「マスオ兄さんくじ運も弱いなぁ」と心配する。

津田篤宏（ダイアン）
津田篤宏（本人役）
2023年のFNS27時間テレビに登場した男性芸人。一般男性と腕相撲をしている。

ほいけんた
ほいけんた（本人役）
2023年のFNS27時間テレビに登場した男性芸人。マスオとの腕相撲の試合に一瞬で勝利し「カラダぐぅ～」を披露するが、ほい本人の見た目にカツオから「あの相手なら楽勝だよ」と言われてしまう。

せいや（霜降り明星）
せいや（本人役）
2024年のFNS27時間テレビにて登場した男性芸人。顔丸出しスタイルでバッハの肖像画に変装していたが、かくれんぼ開始直後すぐに発見された。

粗品（霜降り明星）
粗品（本人役）
2024年のFNS27時間テレビにて登場した男性芸人。ピアノの下に隠れていたが、見つかったせいやのボケに思わずツッコミを入れてしまい発見された。

松尾駿（チョコレートプラネット）
松尾駿（本人役）
2024年のFNS27時間テレビにて登場した男性芸人。ボールみたいな頭を生かしてボールかごに隠れていたが発見された。

長田庄平（チョコレートプラネット）
長田庄平（本人役）
2024年のFNS27時間テレビにて登場した男性芸人。屋上に隠れていたが、最後に発見された。現実の「学校かくれんぼ」では隠密マサルに扮し隠れることはないため、初めてかくれんぼで隠れる側に回る形となった。

菊田竜大（ハナコ）
菊田竜大（本人役）
2024年のFNS27時間テレビにて登場した男性芸人。見学中の保護者に紛れ込んでいたがサザエに発見された。

秋山寛貴（ハナコ）
秋山寛貴（本人役）
2024年のFNS27時間テレビにて登場した男性芸人。骨格標本に変装していたが、手が動いた所を見られ発見された。

岡部大（ハナコ）
岡部大（本人役）
2024年のFNS27時間テレビにて登場した男性芸人。ボールかごに隠れていたが発見された。

### サザエさん1900回記念特集
荒川静香
声 - 荒川静香
2007年3月18日放送の『サザエさん1900回記念特集』（の5845話と5846話）「憧れの三回転（前・後編）」にゲスト出演。スケートリンクでレギュラーキャラクターが本人と遭遇する話。

### バレーボールワールドカップ関連
眞鍋政義、木村沙織
2015年のバレーボールワールドカップのテレビ放送とのコラボレーション企画として8月23日放映で登場したバレーボールの監督と女子選手。カツオが友人と参加する町内こどもバレーボール大会にゲストとして訪れ、木村は始球式を担当し、眞鍋はカツオたちのチームを激励したが、カツオたちのチームが初戦で敗北した後は両名ともに落ち込むカツオたちに対して彼らの頑張りを称え、その上で励ました。

### サザエさん生誕65周年記念特集、サザエさん長谷川町子先生生誕100周年スペシャル
長谷川町子
声 - 不明（1971年10月3日、1972年10月1日、1975年3月16日）→戸田恵子（2010年12月26日、2020年2月2日）
原作では時々登場し（キャラクターからは「サザエさんの作者」や「作者」と呼ばれる）、新聞休刊日の掲載話で漫画の執筆を休めることを喜んだり、相撲のネタに悩んだりなどしている。
アニメ版でも何度か登場。1970年10月4日放送「謎のパーティ」では放送1周年記念のお祝いに磯野家に電報を送ったり、1971年10月3日放送「謎の訪問者」では、放送2周年記念のお祝いをするために磯野家にかけつけたり、1972年10月1日放送「サザエさん作品471」では放送3周年のお祝いに磯野家に手紙を差し出した後に登場したり、1975年3月16日「サザエさんのふるさと」では博多に来た磯野家に出会ったりしている（この時の声優は不明）。2010年12月26日放送の『サザエさん生誕65周年記念特集』では原作者長谷川町子の生い立ちやサザエさん一家誕生の経緯を紹介。
長谷川鞠子（長谷川町子の姉）
声 - さとうあい（2010年12月26日）→ 川崎恵理子（2020年2月2日）
長谷川貞子（長谷川町子の母）
声 - 浅井淑子（2010年12月26日）→ 谷育子（2020年2月2日）
田河水泡
声 - 柴田秀勝
弟子1
声 - 永田昌康
弟子2
声 - 下山吉光
弟子3
声 - 高橋英則
知人
声 - 楠見尚己
編集長
声 - 伊井篤史
東京知人
声 - 中村浩太郎
女店主
声 - 川崎恵理子

### 放送50周年記念スペシャル
2019年11月24日に放送。
大谷翔平
声 - 不明
声は大谷本人ではない。
アナウンサー
声 - 軽部真一
放送内で軽部の名が出ることは無かったが、見た目は軽部を再現している。

## 原作のみ登場の人物

### ウラシマ
磯野家の隣に伊佐坂一家が引っ越してくる前に住んでいた家族。その家の主人は出版社「ハロー社」に勤めていた。

### 間暮當
（まぐれ あたり）
選挙候補者。その名の通りまぐれで当選したが、彼の当選が決まった直後、サザエが、御礼廻り（現在は法律上認められないが掲載当時は認められていた）の車輌を手配した。1台は普通のトラックだったのだが、2台目がなかなか手配できず、結局霊柩車を手配して御礼廻りを行った。

### 火野要人
（ひの ようじん）
選挙候補者。選挙期間前に、「火の用心」のポスターに混ぜて自分の選挙ポスターを貼り、通りすがりの警官に注意された。

### ハチ
伊佐坂家の飼い犬については、ハチ公を参照。
磯野家の飼い犬。なお、マスオは犬の散歩の途中にパチンコに立ち寄っている。

## 原作・アニメ以外で登場した人物

### フグ田ヒトデ
（フグた ヒトデ）
演 - 桜田ひより
サザエとマスオの娘（第2子）、タラオの妹、波平とフネの孫娘（娘の娘）、カツオとワカメの姪。外見はワカメと似ていて、王冠らしき物をかぶっている。原作・アニメともに一切登場しないが、長谷川町子によって描かれたサザエさん一家の10年後という内容である漫画「サザエさん一家の未来予想図」に登場。1954年（昭和29年）に文藝春秋により出版された『漫画読本』に収録。また、「“フジテレビ開局60周年特別企画 サザエさん放送50周年記念スペシャルドラマ” 磯野家の人々〜20年後のサザエさん〜」2019年（令和元年）にフジテレビジョン にて、高校生になったヒトデが登場。『サザエさん一家がひとなみに年をとっていたら…』には年を取った一家とカツオとワカメの新しい家族の姿が描かれているが、この中にヒトデは存在しない。